# L’Huillier–Coburg-kastély
Az edelényi L’Huillier–Coburg-kastély méreteit tekintve Magyarország hetedik legnagyobb kastélya, a magyarországi kora barokk építészet kiemelkedő emléke.  Építtetője bizonyosan báró L'Huillier Ferenc János (ejtsd: lüilié), ám építésének ideje (illetve az építész személye) kapcsán még kutatások folynak. Valószínűsíthető, hogy 1715 és 1730 között épült. Az építmény első fénykora a családba beházasodó zólyomi Esterházy Istvánhoz köthető, akinek fia azonban utód nélkül halt meg, így az uradalom a kincstárra szállt. Ennek - illetve a kincstártól az uradalmat megvásároló Coburg-Koháry családnak - köszönhető a kastély második felvirágzása a 19. század elején. Az első világháborút lezáró, és Magyarországot - így a Coburg-Koháry hitbizományt is - feldaraboló békeszerződések, majd a későbbi államosítások hosszú időre megpecsételték a kastély sorsát. 1928-ban az Igazságügyi Minisztériumhoz került, többféle oda nem illő intézmény is működött benne. A rendszerváltás idején már üresen, omladozva állt, míg végül 2012-2014-ben Európai uniós támogatással sikerült igen szakszerűen felújítani.
A hazai kastélyállományból méretei folytán is kiemelkedő cour d’honneur-ös épület egyéni megjelenésével is különös figyelmet érdemel. Meglehetősen szokatlan kialakítású azonban, hiszen a hagyományos U alak itt nem az előkertet fogja közre, hanem hátrafelé néz. Hét emeleti helyiségében is rokokó falfestmények maradtak fenn, melyek valószínűleg az 1760-as évek környékén készültek, de az építészhez hasonlóan e falképek mesterének személyére is csak találgatások utalnak (elsősorban az iglói Lieb Ferenc, illetve az egri származású Woronieski János és jóval később a miskolci Fabriczy Ignác dolgozhatott a képeken), mint ahogyan az épületet körülölelő, többször átalakított barokk kertről sincsenek pontos információk. A többször átépített épület külső tömege jelentősebb átalakítás nélkül őrzi eredeti kialakítását, egyedül az 1928-as tulajdonosváltáskor ráépített - stílusában oda nem illő, ezért szerencsére később elbontott - manzárdtető változtatta meg rövidebb időszakra a kastély megjelenését.
Az épület jelenleg a Magyar Állam tulajdonában áll. Egyedileg és csoportosan is látogatható, bővebb információk a kastélysziget weboldalán. [2016. június 16-i dátummal az eredetiből archiválva]. érhetőek el.

## Az építtető[1]

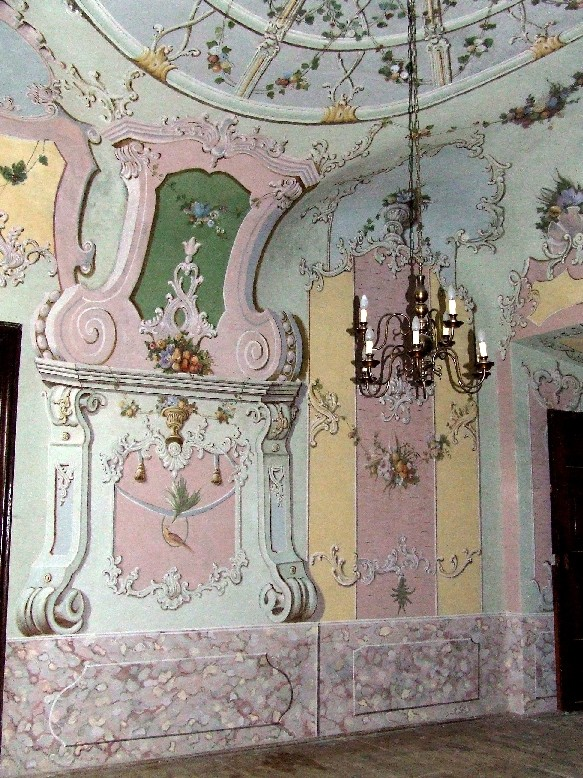
A kastély egyik belső termének freskója

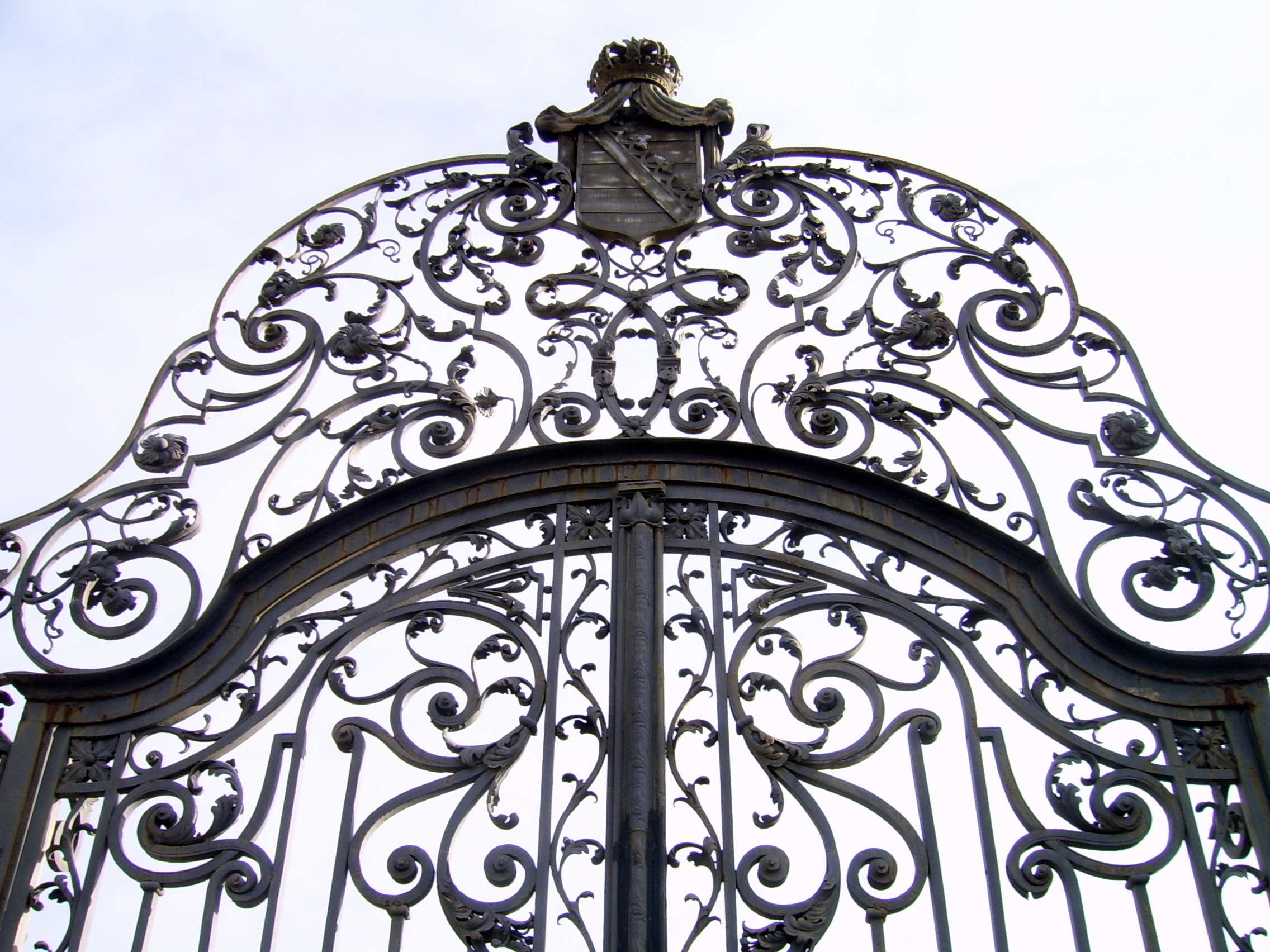
A kovácsoltvas főkapu

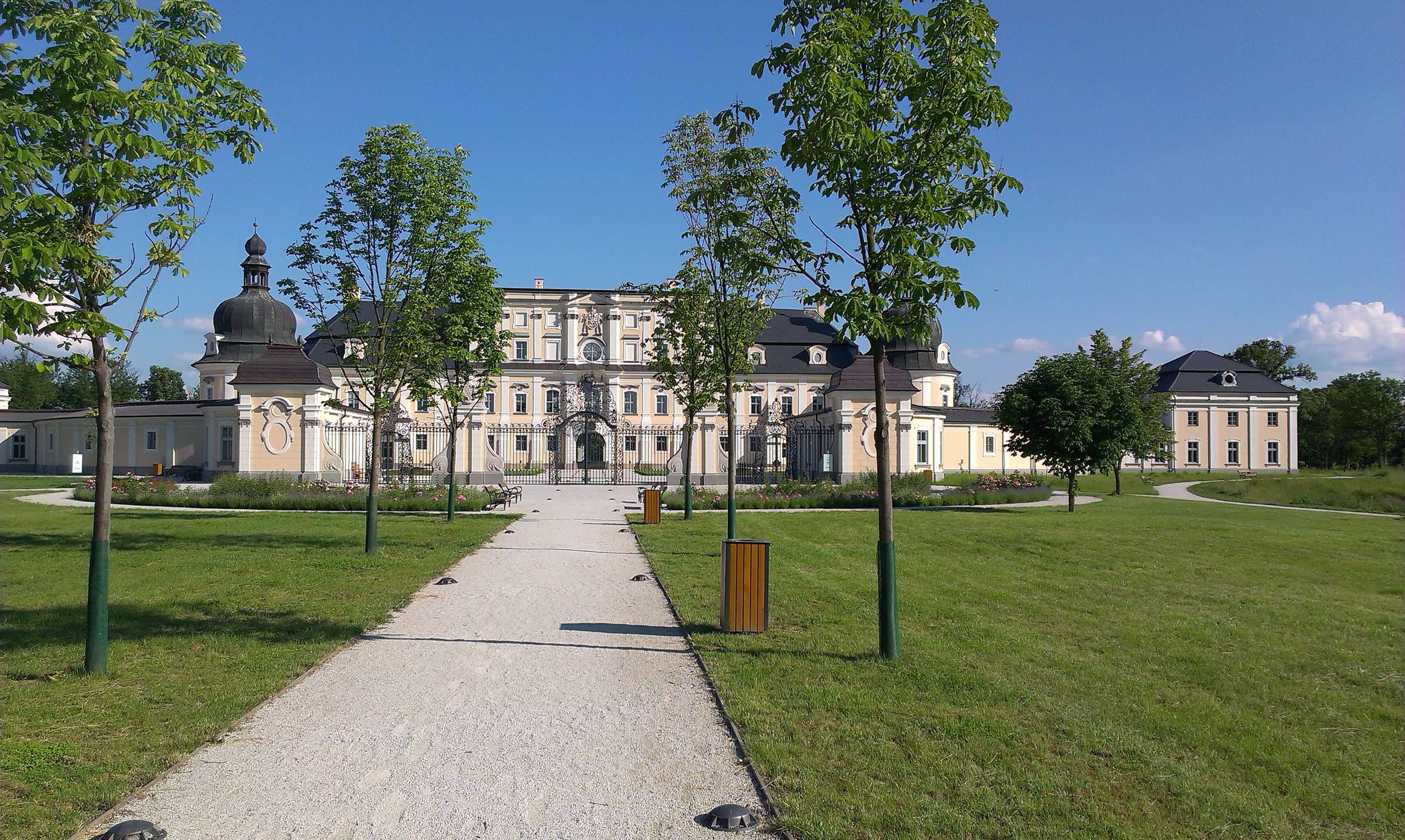
A kastély parkja

A kastély építtetője, L’Huillier János Ferenc 1668-ban született Elzász‑Lotaringiában és a kor nemesi származású ifjainak tipikus életpályáját választotta: katona lett. Mindössze 18 esztendősen vett részt Buda várának visszafoglalásában és ettől kezdve életének jelentős része Magyarországhoz kötődött. Fél évtizeden át harcolt a török fronton, majd egy hosszú fogságot követően – ismét a török hadszíntéren – részt vett Belgrád ostromában és a török ellenes felszabadító háború befejező szakaszát is végigharcolta az 1699-ben megkötött békéig. Ilyen előzmények után szerezte meg 1700-ban az edelényi birtokot, amikor is II. Rákóczi Ferenc sárosi főispántól 5000 forintért tíz évre bérbe vette. Ez azonban nem hozott számottevő változásokat a birtok életében, mert alig egy esztendő múltával gyakorlatilag megszakadtak a kapcsolatai újonnan szerzett birtokával és több mint negyed századot kellett arra várnia, hogy újból – ezúttal végérvényesen – tulajdonosa lehessen.
L’Huillier egyike volt azoknak a császári tiszteknek, akikkel az ifjú II. Rákóczi Ferenc jó kapcsolatot tartott fenn – többek között ez és francia származása is közrejátszhatott abban, hogy Rákóczi 1701. április 18-i letartóztatását követően még ez év őszén ő is hasonló sorsa jutott. Hosszas vizsgálatok után tudta csak bizonyítani ártatlanságát és bár 1702. május 19-én végül szabadon bocsátották, ezt követően még két évig nem jöhetett vissza Magyarországra. 1704-ben engedélyt kellett kérnie, hogy itthon maradt, rég nem látott családjával találkozhasson. Így azonban szerencséjére a Rákóczi-féle szabadságharcban sem vállalhatott szerepet, hiszen ekkortájt Itáliában teljesített szolgálatot. Mindettől függetlenül – valamint annak ellenére, hogy a II. Rákóczi Ferenc tulajdonában lévő edelényi uradalom a szatmári békekötés után mint elkobzott tulajdon a királyi kamara kezére jutott – a meghosszabbított kölcsönszerződésnek köszönhetően továbbra is ő kezelte a birtokot. Ezt az 1721. május 28-án felvett kamarai összeírás is bizonyítja.
Az 1710-es években Edelény elnéptelenedését megakadályozandó, szlovákokat és németeket telepítettek be a meglehetősen megfogyatkozott magyar lakosság mellé. Ebben az időben – pontosan 1714-ben – III. Károly bárói rangot adományozott számára és rá egy évre a magyar országgyűlés honosította (1715. évi dekrétum, 135. czikkelyének 19. §-a szerint), így a magyar főnemesi rend teljes jogú tagjává vált. Ekkor költözött vissza L’Huillier is Magyarországra a családjához – immáron véglegesen. Miután ez utóbbi rendelkezés lehetővé tette számára, hogy Magyarországon örökjogon földbirtokot szerezhessen, 1725-ben megvásárolja a cserépváraljai uradalmat, majd – annak ellenére, hogy 1724-ben Aspremonté Rákóczi Julianna megpróbálkozott a Rákóczi család Edelényre vonatkozó birtokjogának érvényesítésével – 1727. augusztus 8-án 5000 forint megfizetése fejében királyi adományként kapja meg Edelényt. Az erről szóló privilegiális adománylevelet 1728. március 17-én kapja meg, mely kegyúri- és pallosjogot biztosított számára. Habár a birtokok kiterjedését és felszereltségét illetően a cserépi uradalom eredetileg jelentősebb volt, L’Huillier tudatosan Edelényt tette meg rezidenciális központjának. 1726. novemberében állomáshelye azonban még Eperjes volt, de feltételezhető, hogy ekkor már – bízva az adományozás megvalósulásában – folytak az építkezés munkálatai. 1727. novemberében már Bártfán teljesített szolgálatot, innen kérte áthelyezését Egerbe, közelebb a családi fészekhez.
Ismerve L’Huillier életútját, tudván, hogy osztrák és cseh területen, valamint Itáliában járva alkalma volt megismernie a barokk építészet jelentős alkotásait, sőt Nyugat-Magyarországon már az 1710-es években is láthatott figyelemre méltó, a környezetébe művészien belekomponált barokk kastélyokat, érthető miért választotta saját kastélyának is ezt a stílust. Az ilyen kastélyok mellett mindig jelen volt egy tó, vagy folyó és a mértanilag megszerkesztett, gondosan tervezett, látványos park. A korabeli Edelényben a Bódva folyó ágai által alkotott sziget ideális helynek bizonyult a L’Huillier kastély megépítésére. Területe elegendő volt ahhoz, hogy nem csak a kastély, hanem egy tekintélyes barokk mintára megalkotott, hazánkban akkor még ritka fejlettségi fokú park is helyet kapjon, mely megjelenésébe a folyóvíz jelenlétét kiválóan belekomponálhatták. A szigeten való elhelyezés lehetővé tette az uradalmi központnak a településtől való éles elkülönülését.

## Az építkezés

### Az építész személye
A kastély történetének első részletes összefoglalása Joó Tibor nevéhez fűződik, aki első ízben tárta fel a források aránylag tág, de korántsem teljes körét. Ő többé‑kevésbé logikus következtetések alapján Johann Lukas von Hildebrandt-ban látta a kastély tervezőjét, habár a Pazár Miklósné és Joó Tibor által összeállított tanulmány nem a kastély építésének körülményeit, csupán annak 1763-1780 közötti képét teszi megfoghatóbbá. Később Voit Pál kínált megoldás a tervező személyére, akit stílusanalógiák alapján Giovanni Battista Carlone személyével azonosított. Az építtető személyére vonatkozó feltételezések azonban kivétel nélkül kétségbe vonhatóak, mivel az erre vonatkozó kutatások idején még magának az építésnek az időpontja is téves feltételezésen alapult.

### Az épület előképei
Talán Szentkirályi Zoltán gondolatmenete tekinthető a legkiforrottabbnak, aki olasz-, illetve csehországi kapcsolatokat vélt felfedezni az építkezés hátterében. Szentkirályi szerint – bár az építmény tömegalkotásában kétségtelenül emlékeztet a francia kastélyokra – az edelényi kastélyhoz leginkább hasonlatos épületeket nem Franciaországban találjuk meg, hanem Bajorországban és cseh területen. Példaként elég csak néhányat említeni:
- Schleißheim-i kastély (1701-1727, Enrico Zuccali)
- Lobkowitz palota (Prága) eredeti homlokzata (1703-tól, Santini)
- Červeny Hradec-i kastély (1675, Antonio da Porta)
- Hradžin-i érseki palota (Prága) az 1753-as átépítés előtt (1675-1684, J. B. Mathey)

A fenti épületek legszembetűnőbb közös vonása az, hogy mesterük mind itáliai, vagy legalábbis itáliai iskolázottságú. A típusnak általános jellemzője az, hogy bár átveszi a francia kastélyfejlődés kialakult eredményeit – a cour d’honneur-ös alaprajzi rendszert, a tömeg erőteljesebb megbontását, a középrész hangsúlyos kiemelését – a francia mintát mégis itáliai szellemben fogalmazza át. A középrész öt-, hét-, sőt néha 11 axisra szélesedik, nem attikával, hanem egy-, vagy két emeletszinttel emelkedik az oldalszárnyak fölé, s alaprajzilag belesimul az épület töretlenül végigfutó homlokzatvonalába. A szalont, vagy nagytermet tartalmazó, pavilonszerű tömegelemmé önállósított középrizalitot tehát az új típusnál egy itáliai palazzo helyettesíti, mely arányaiban, összefogott tömegében, az oldalszárnyakhoz való viszonyában elég erősen őrzi az itáliai paloták reneszánsztól örökölt, zárt megjelenését. Ennek megfelelően homlokzattagolása alapvetően horizontális jellegű, még akkor is, ha ezen belül egy, vagy két szintet átfogó lizénarend adja a másodlagos osztást, s fent töretlenül végigfutó főpárkány zárja le, fölötte enyhe hajlású, a tömeg, a tagolás hangulatához illeszkedő tetővel. A csatlakozó oldalszárnyakat a legtöbb esetben meredekebb hajlású nyereg- vagy manzárdtető fedi.
Az edelényi kastély 1770-ből, illetve 1780-ból származó homlokzatrajzai egyértelműen mutatják a vázolt kastélytípussal való lényegbeli azonosságot. Az eltérés inkább részletekre korlátozódik, elsősorban a középrész megnövelésére, valamint a főhomlokzat két oldalát lezáró saroktornyok alkalmazására. Azonban éppen az általános típustól eltérő jegyek teszik még inkább felismerhetővé a cseh barokkal való közvetlen kapcsolatot.

### Az építés ideje

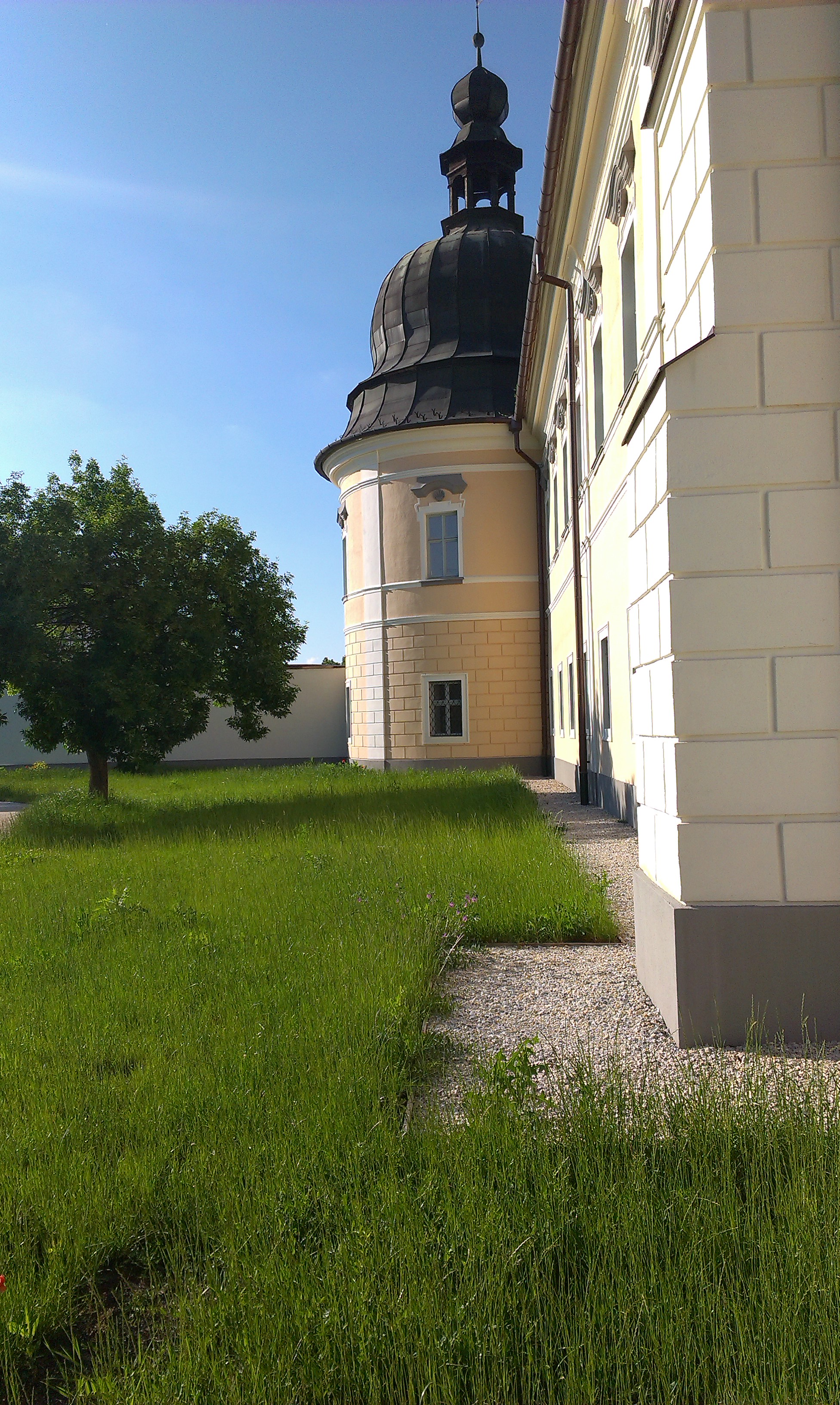
Az épület egyik bástyája

Bár a kastély mesterének nevét továbbra is homály fedi, annyi bizonyos, hogy a terveknek már L’Huillier Magyarországra való visszaköltözésének idejében, tehát 1715 körül készen kellett lenniük, hiszen ami a kastély építésének kezdetét illeti – bár a pontos időpontja tisztázatlan – az alábbiakból megállapítható, hogy az építkezés ezt követően már megkezdődött:
- Tény, hogy 1721-ben már folytak a munkálatok. A már említett 1721-es összeírás készítője, Stemper András, a Kassán székelő szepesi kamara tisztje arról adott számot, hogy a kastély alapozása részben elkészült és az építkezés folyamatos. Kizárható tehát, hogy a kastély valamely, eddig ismeretlen, korábbi épület alapjaira épült volna, hiszen ekkor még semmiféle más úri lak nem volt a településen egy faházon kívül.[4]
- A kastély építésének kezdési időpontjáról egy 1763-ban felvett tanúvallomás-sorozat is adalékokkal szolgál: Purczer János elmondása szerint L’Huillier alatt szolgált, és Temesvár visszafoglalásakor három másik kőművesmesterrel és két ácsmesterrel együtt őt is kikérte parancsnoka az ezredtől az edelényi kastély építésének megkezdéséhez. Azt állította, hogy tizennégy évig dolgozott a kastélyon, és mivel Temesvár felszabadítása 1716-ban történt, ez ismét csak azt igazolja, hogy – szemben a korábbi kutatások megállapításaival – a kastély építése az 1715-1730 közötti időszakban folyt.[4]
- Egy 1851-ben kiadott, országos „geographiai szótár” a mezőváros Edelény részletes bemutatása során a következőképp tesz említést a Boldva által képzett félszigeten emelkedő kastélyról: „A várkastélyt gróf Luiller az egri vár parancsnoka 1720-27 táján építette.”[5]
- Megfelel a fentieknek, hogy az építkezés befejezését megörökítő emléktáblát 1730-ban helyezte a kastély homlokzatára L’Huillier özvegye, Santa Croce Mária Magdolna bárónő. (A tábla pontos felirata: „Suae Sacrae Caesareae Regiaeque Maiestatis Generalis Vigiliarium Magistri et Comendatis Agriensis Joannis Francosci L. B. de Lullier relicta vidua Maria Magdalena nata Baronissa de Sancta Cruce Haereditaris de Edeleny et Cserepvar 1730.”, azaz „Ő szent Császári és Királyi felsége főstrázsamesterének és egri kapitányának, De Lullier János Ferenc szabad bárónak hátrahagyott özvegye, született Mária Magdolna, szentkereszti, edelényi és cserépvári örökös bárónő 1730.”)[6]

Az említett 1763-as tanúvallomás szerint az alapok ásásánál közel százötven munkás és tizenhat‑tizenhét kőműves is dolgozott egyszerre az építkezésen. Mindegyikük munkáját két-két napszámos segítette. Az építkezés közel másfél évtizedes időtartamát és a beiktatáskor már kész voltát más tanúk is alátámasztották. Elmondásuk szerint ekkor építették a kastély körüli épületeket is, valamint a sörfőzdét és a pincét. Az építkezéshez való követ az edelényi kőfejtőből vágták, a téglát is helyben égették, de az épületfát – mivel az Edelényben nem állt rendelkezésre – több helyről vásárolták. Az építkezésen a hat katona mesteren kívül idegen mesterek is dolgoztak, eleinte összesen tizenhatan, később egyre kevesebben. A kastély befejezését Purczer másodmagával végezte el. A kastélynak először a nyugati szárnyát építették és az 1720 körül már készen állt. L’Huillier csak a kastélyt és az udvart körülölelő épületeket építette, a többi melléképületet – L’Huillier 1728. július 11-i halálát követően – özvegye, illetve veje, gróf Forgách Ferenc rendelte meg. Mindenesetre amikor L’Huiller-t 1727-ben birtokába beiktatták, akkor az egész mű készen volt, kivéve az eredetileg kocsiszínnek épült és a tanúvallomás idején istállónak átalakított nyugati íves szárnyépületet, amelynek zsindelyezése még nem fejeződött be. Az építésre felvett kölcsön visszafizetéséről is gondoskodik többek között a halála előtt két nappal írt – az Egri Állami Levéltár Egri Káptalan levéltárában megtalálható – végrendelete.

## A kastély bemutatása

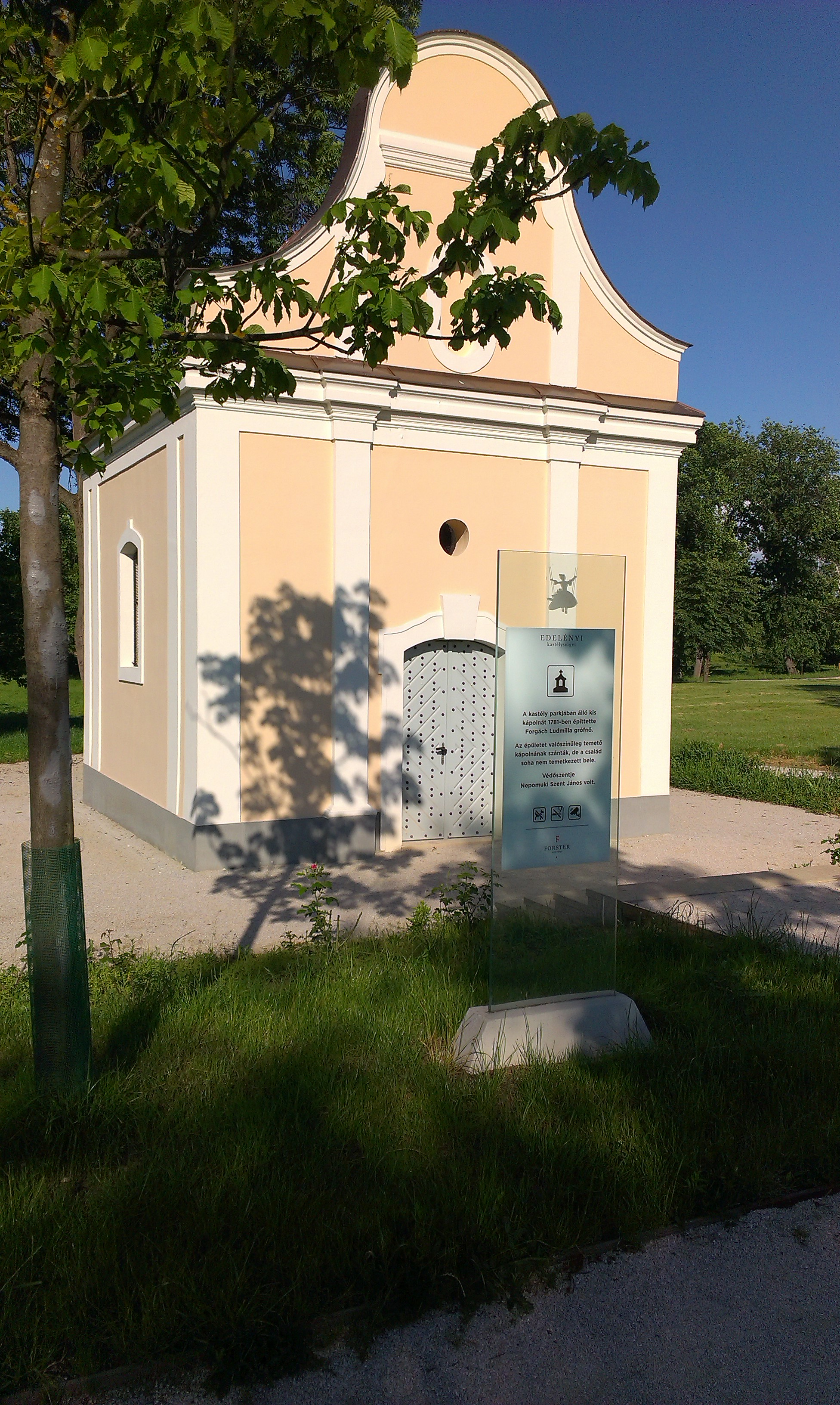
A L'Huillier–Coburg kastély kápolnája

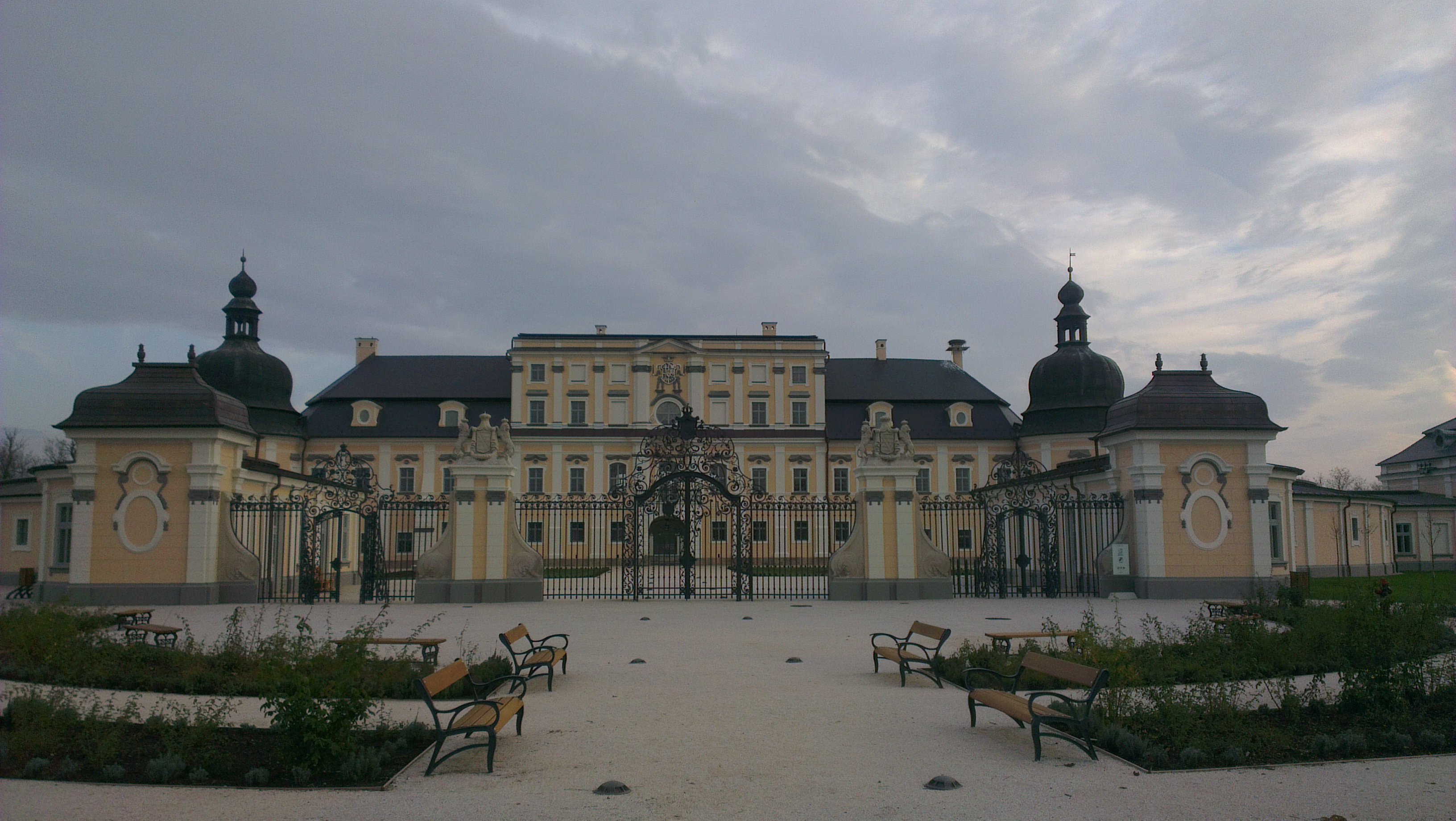
A kastély látképe 2013-ban

Az edelényi kastély építészeti jellegét tekintve tehát a cour d’honneur-ös kastélytípusba tartozik, azaz a díszudvart a főépülethez csatlakozó, annak tengelyére merőlegesen álló két épületszárny veszi közre. Míg az eredeti francia típusnál az oldalszárnyak a főépület elé nyúlnak, Edelényben ez éppen fordítva van: az U alakú épületet a tervező a park felé fordította. Ezt ellensúlyozandó a két saroktoronyhoz íves melléképületeket kapcsoltak, ezáltal kettős díszudvart képezve, a főhomlokzat előtt látványában visszaadva a barokk kastélyoknál megszokott elrendezést.
A kastély arányainak érzékeltetésére:
| a főkapu és a park déli kapuja közötti távolság                            | 272 méter |
| az első díszudvar és a négyszögű parkrész szélessége                       | 128 méter |
| a kastély homlokzatának hosszúsága a tornyokkal együtt                     | 85 méter  |
| a főkapu és a kocsibehajtó közötti távolság                                | 73 méter  |
| a kastély keleti és nyugati oldala közötti távolság                        | 73 méter  |
| az északi homlokzat és a hátsó díszudvar kapujának távolsága               | 56 méter  |
| a négyszögű parkrész hosszúsága                                            | 112 méter |
| a kastély keleti/nyugati sarokpontja és a kocsibehajtó közepének távolsága | 56 méter  |

### Külső megjelenés
A barokk stílus jellegzetes elemei a teljes épületegyüttesen fellelhetőek. Egyértelműen monumentális hatású, de egyúttal arányos, kvalitásos építmény. Klasszikusan barokk a kiemelkedő attikával koronázott héttengelyes középrész – bár rizalitként nem lép ki a homlokzat síkjából – nagy párkánymagasságával uralkodik azon. Ennek legfelső szintjének jobb szélső vakablakában kapott helyet a napóra. A középtengelyt az előcsarnok kosáríves bejárata, illetve a felette lévő díszes erkélyablak, valamint a birtokos családok díszes címerei hangsúlyozzák, mind az északi, mind a déli homlokzaton. A középrészhez mindkét oldalról öt tengely szélességben kétszintes, azzal megegyező homlokzati architektúrájú épületszárny csatlakozik, melyek magassága a fedélszékkel együtt is valamivel alacsonyabb, mint a középrész párkánymagassága. Az épülettömeget a homlokzat magasságával megegyező magasságú és kialakítású, reneszánszot idéző kerek saroktornyok zárják, melyek jellegzetessége, hogy a kupolás fedélszék magassága jóval meghaladja a toronytest magasságát.
A homlokzaton a pilaszterek által közrefogott ablakok ritmikája, illetve a kihangsúlyozott párkányok és az első emeleti ablakok váltakozó szemöldökkialakítása figyelhető meg. A középrész oromzatos, rizalitszerű kiemelése, az emeletenként eltérő ablakformák, a mértéktartó és ízléses épületszobrászati megoldások együttesen eredményezik, hogy a szakirodalom méltán tartja az edelényi kastélyt a magyar barokk építészet sajátos, különleges értékének. Mivel az építéskor készített tervrajzok hollétét napjainkig homály fedi, ezért a kastély alaprajzi elrendezésére vonatkozó legkorábbi forrás a Franz Anton Dvoraczky által 1763‑ban készített uradalmi felmérés, bár ezen rajzok feltételezhetően már az akkori tulajdonos Esterházy gróf átalakítási terveit is tartalmazták, így például az oldalsó szárnyak a rajzon egy axissal hosszabbak a ténylegesnél.
Ezen módosítások később mégsem kerültek megvalósításra, ezt bizonyítja az 1986 őszén végzett falkutatás is, valamint az, hogy ezek az 1763-as értékkimutatásban sem szerepeltek. A délnyugati szárny első emeleti középső vakablakának kiképzése ugyan arra utal, hogy a szárnyat valóban folytatni akarták, azonban a faragott kőkeret elkészülte után a szándék megváltozott, és a tervezett ajtónyílást befalazták.
A már többször említett 1763-as felmérés szerint akkoriban a kastélyt teljes egészében zsindely fedte, középen felnyíló tölgyfa ablakaiban ólomkarikás üvegek voltak, csak a grófi szobák, a vendégszobák és a lépcsőház ablakai voltak üvegtáblásak. Az ajtók az alárendelt helyiségekben fenyőfából, míg a reprezentatívabb jellegű szobákban tölgyfából készültek. A lakószobákat tölgyfa padló borította, a szalonban és a kápolnában pedig márványpadlót találhattunk. A személyzeti szobák fenyőfa padozatúak voltak. A szobák érintése nélkül – a lépcsőkhöz kapcsolódó közlekedési terekből nyíló – fűtőfolyosókon keresztül fűthető cserépkályhákról is említést tesz az összeírás.

### A kastélybelső

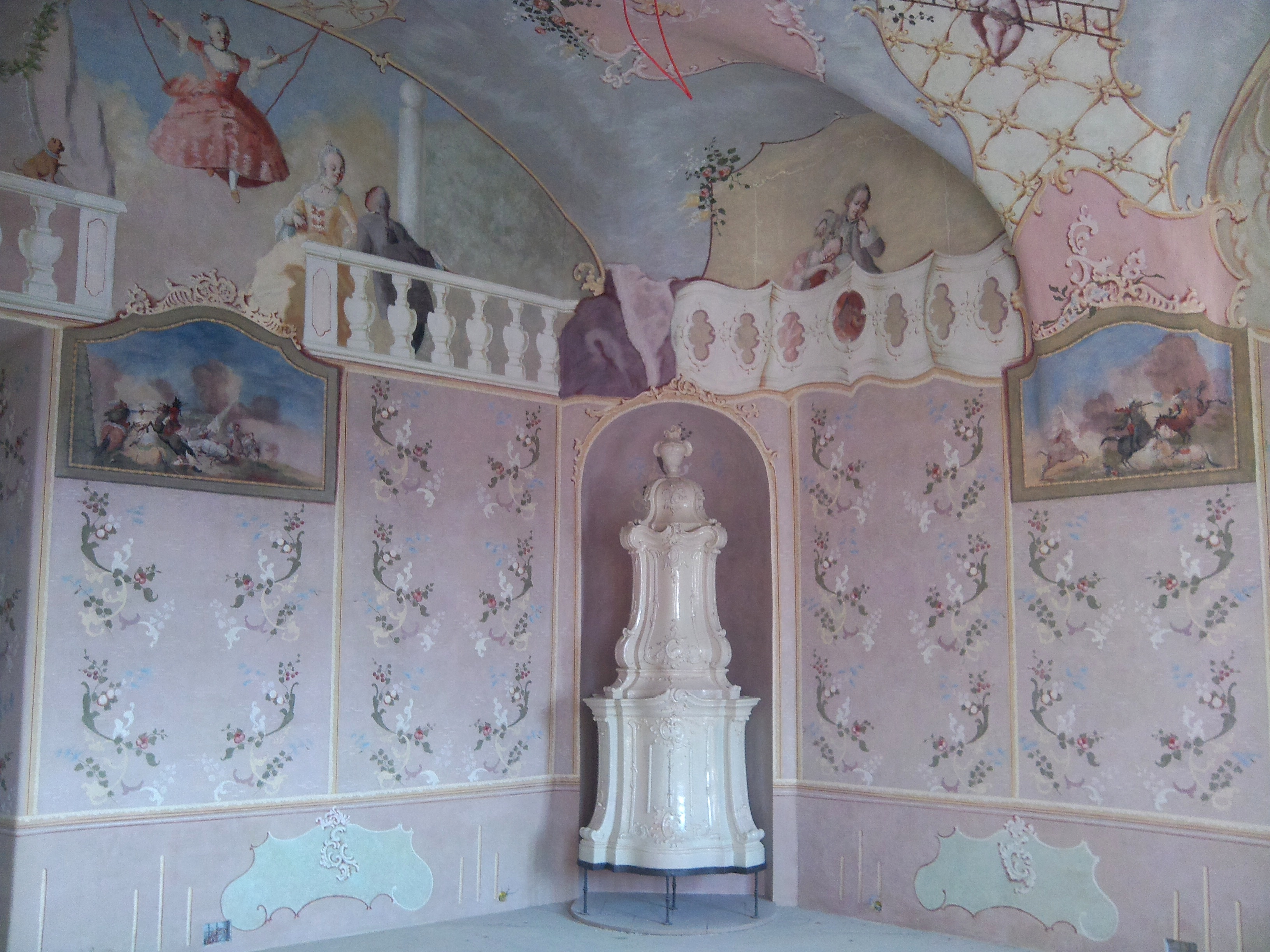
Az egyik freskó, a hintázó lánnyal

A kastélyba érkezve a belépés pillanatában kis előtéren keresztül jutunk a nyitott, nyolcszögletű előcsarnokba, ahonnan kis előlépcsők vezetnek az épületbe vezető ajtókhoz. Egy további, előlépcső nélküli ajtót is találunk, mely a pincelejáratot rejti. Ez utóbbinak az elhelyezése semmiképpen sem nevezhető szerencsés megoldásnak: a pincelejárat ajtaja a szintek közötti közlekedést biztosító ötkarú lépcsőhöz vezető ajtók között kapott helyet, ezzel elzárva a főlépcső előtérből való indításának lehetőségét. A személyzeti forgalmat és a padlástérbe való közlekedést a kastély keleti és nyugati felében elhelyezett csigalépcsők biztosították.
A főlépcsővel kapcsolatosan egyébként érdemes egy rövid kitérőt tenni: A barokk kastélyoknál a lépcsőház a nagyúri reprezentáció része volt, a gazdagságot, a kifinomult ízlést már a lépcsőfeljárónak is jeleznie kellett, ennek tekintetében a lépcsőmegoldásokat a mozgalmasság, a dinamizmus, a karok íves vonalvezetése, az irányváltoztatások jellemezték. Általában a látogató előtt egyetlen pillantással áttekinthetővé válhatott a lépcső belső tere. Különösen kedvelték a kétkarú lépcső-kialakítást. A lépcsőteret szobrászati díszek, festmények, stukkók, faragások ékesítették. A lépcsőtér a barokk főúri kastélyban a vendégek fogadásának helye, tágasnak és díszesnek kell lennie, hogy az érkezőt elkápráztassa. Az edelényi kastélyban ezzel az elgondolással ellentétes megoldás figyelhető meg, hiszen a lépcsőt nemhogy hangsúlyozzák, hanem szinte elrejtik az érkezők elől, a sötét közlekedőn át megközelíthető lépcsőtér igénytelen, puritán kialakítású.
Már itt megfigyelhető, hogy a kastély külső megformálásának kvalitásbeli szintje összehasonlíthatatlanul magasabb nívójú, mint a belső terek megoldásai. Mind a külső arányait, mind épületszobrászati díszítését tekintve igényes, nagyvonalú alkotás, ellenben a belső igencsak egyszerű, a barokk elvárásait nem minden tekintetben teljesítő, jóval átgondolatlanabb tervezésről tanúskodik. Reprezentatív díszterme például méreteinél fogva nagyobb vendégsereg befogadásra is alkalmas, a kastély vendégszobáinak a száma azonban olyan csekély, hogy akár tucatnyi vendég elhelyezése is gondokat okozhatott. Nagy a valószínűsége annak, hogy a kastély és a melléképületeinek tervezését, illetve kivitelezését nem egyetlen mérnök végezte.

### Alaprajz
A kastély alaprajzi rendszerében a nagyterem kiemelésével, valamint annak centrumba állításával, homlokzat kialakításával francia hatást mutat, bár az épület igen sok egyedi megoldást is tartalmaz. Maga az alaprajzi elrendezés a parknak a sziget képzeletbeli középvonalára felfűzött szimmetrikus kialakításához illeszkedik, továbbvezetve azt az épület belsejében is.
Az, hogy a kastély mintegy 240 évvel ezelőtti alaprajzán túl ismerhetjük az egyes helyiségek 1763-ban betöltött szerepét is, szintén Franz Anton Dvoraczky felmérésének köszönhető, bár ezek minden kétséget kizáróan eltérnek az építéskor tervezett funkcióktól. Ugyanúgy, ahogyan a maga az alaprajz tartalmaz tervezett, de meg nem épített elemeket, joggal vonhatóak kétségbe az egyes helyiségekhez rendelt funkciók. Az építéskori elgondoláshoz legközelebb álló elrendezés feltételezhetően az alábbiak szerint alakulhatott:
A kastély földszintjén az épület keleti oldalán volt található az udvari kápolna – a karzatra való feljutást biztosító kis csigalépcsőkkel –, a káplán két szobája, a cselédek szintek közti közlekedését szolgáló csigalépcső, valamint a keleti toronyszobában kapott helyt az éléskamra, továbbá a keleti szárny és a kocsiáthajtó közti részen az udvarmesteri lakosztály, illetve a cukrászat. A kastély tengelyében álló kocsiáthajtó jobb oldalán az urasági konyha helyiségei kaptak helyt. Az uradalom gazdasági ügyeinek intézését szolgáló helyiségcsoportot már csak kívülről, a déli udvar felől lehetett megközelíteni éppúgy, ahogyan a nyugati szárny csigalépcsőjét, illetve az ifjú gróf lakosztályát is.
A díszlépcső két érkező karja egy-egy előtérbe vezet, s innen nyílik a kastély reprezentatív, 12 méter széles, több mint 8 méter magasságú csehsüveg boltozatos stukkódíszes szalonja, melyből nagyszerű kilátás nyílik mind az első, mind pedig a hátsó díszudvarra és a parkra.
Az emeleti lakosztályok az építmény közepén álló díszteremtől keletre és nyugatra közel szimmetrikusan helyezkedtek el: előbbi oldal a birtokos család, míg utóbbi a magas rangú vendégek kényelmét szolgálták. Az északi – tehát a bejárat felőli – teremsorok a férfiak részére rendeltettek, ezzel is jelképezve az általuk nyújtott biztonságot a mögöttük álló hölgyeik számára. Az egyes helyiségek - feltételezett - pontos funkciói a mellékelt alaprajzok segítségével követhetőek nyomon.

### A kastélykert[14]

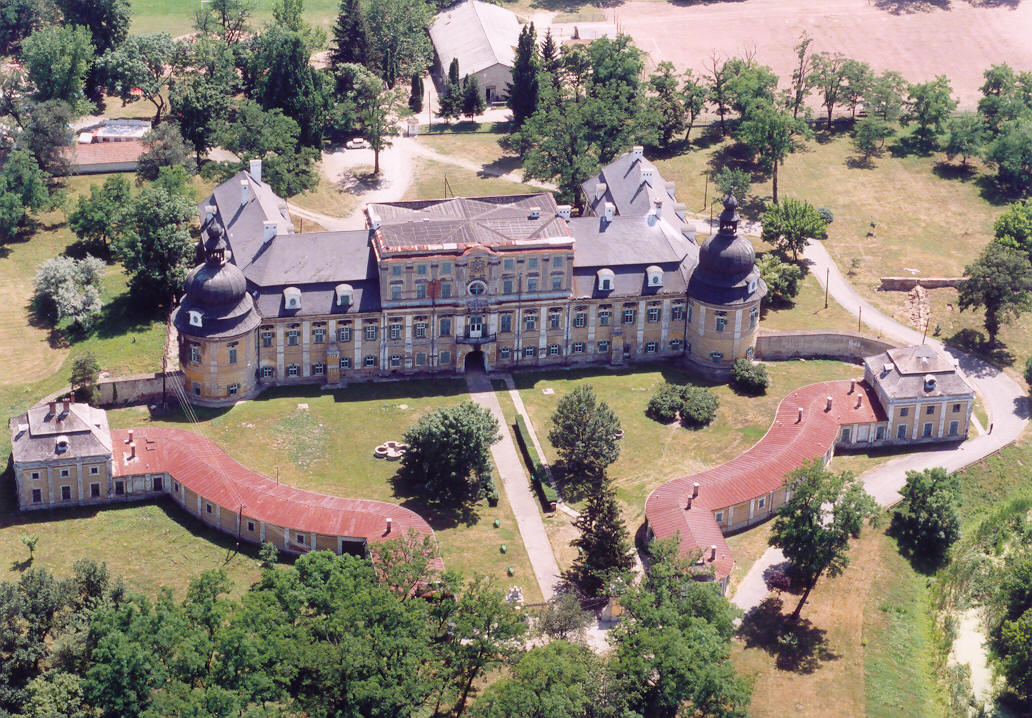
Madártávlatból

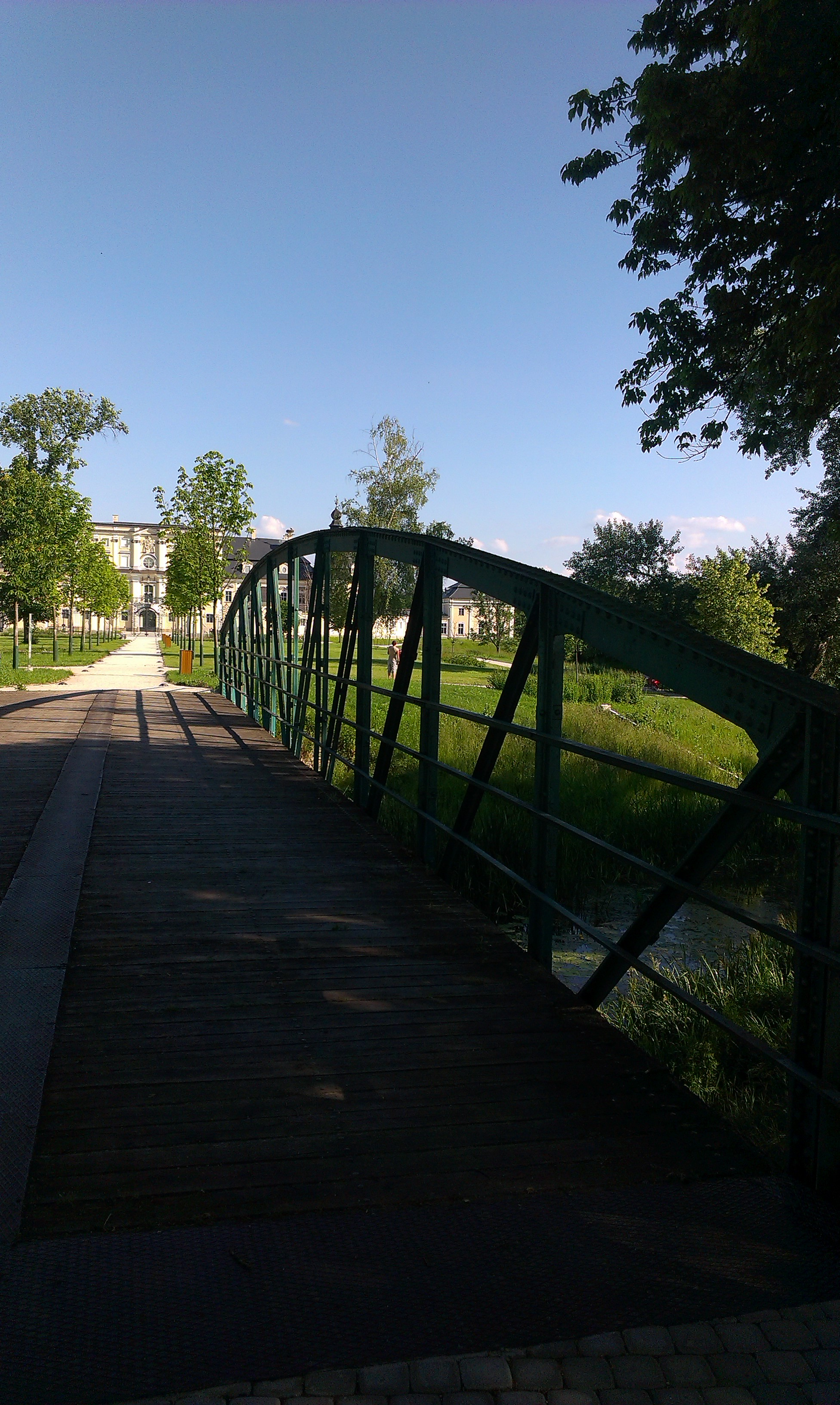
A kastélyhoz vezető patakhíd

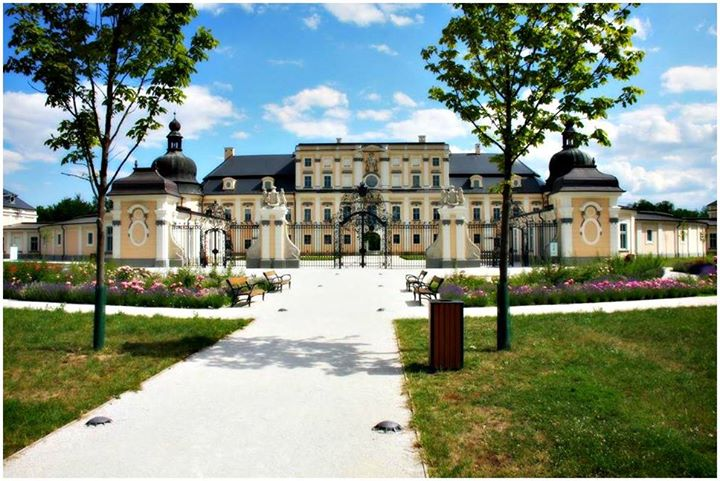
A felújított épület és az azt övező park látképe

A XVIII. század közepén három irányból lehetett a kastélyszigetet hidakon megközelíteni: északról, nyugatról és délről. A főbejárat északról nyílt és feltehetően a maihoz hasonló fasoron keresztül ért a látogató a díszes kiképzésű, kétszeresen megtört ívekkel mozgalmassá tett főkapuhoz. Az ide vezető utat keletről hosszú épületsor szegélyezte, melynek szárnyai trapézhoz hasonló alakú teret vettek körül, melyek a majorságnak adtak otthont. Az előudvart körbezáró íves épületszárnyak lóistállóul szolgáltak, ezeket egy-egy nagyobb, négyszögletes alaprajzú, kétszintes épületrész zárta, mely kocsiszínként működött. A majorság épületszárnyait leszámítva a teljes építményegyüttes, a hozzá kapcsolódó díszudvarok és franciakert egy észak-déli irányú szimmetriatengelyre lettek felfűzve.
Az 1763-64-ben készült, a már említett Franz Anton Dvoraczky által szignált és a kastély egész együttesét feltüntető alaprajz nyújtja eddigi egyetlen adatunkat a kert elrendezéséről:
- A kastély és melléképületei együttesének helyet adó sziget középrészét foglalja el a kert és körülötte gazdasági épületek, vagy növénytermesztő felületek terülnek el. A kerttől délnyugatra egy gazdasági udvar foglalja magában a sörfőzdét és az udvari munkások lakrészét. A kerttől keletre a konyhai szükségletekre létrehozott táblák fekszenek, a kastélytól északra pedig egy újonnan, Esterházy István által építtetett másik gazdasági udvar foglal el jelentős területet.
- A kastélysziget északnyugati sarkában egy kör alaprajzú tavat helyeztek el. A kastély két oldalszárnyának déli homlokzata előtt egy-egy kisebb épület állt, a keletit pincének, a nyugatit hajtatóháznak szánták.
- A kastély és az előtte épült íves szárnyépületek által körülzárt díszudvar üresen állt, medence sem díszítette. Az U alaprajzú kastély oldalszárnyai a főépülettől délre fekvő kert irányában második udvart hoztak létre, amelyet mozgatott vonalú kerítés zárt el a mögötte fekvő díszkerttől. A hátsó udvarban közel téglalap alaprajzú, homokkal felszórt lovaglóiskolát tartottak fenn. A fallal és az azt takaró sövénnyel körülvett kert főtengelye megegyezett az épület tengelyével. A déli udvart lezáró kerítés mögött, annak vonalával párhuzamosan szintén sövényfal húzódott, amely a narancsfák elhelyezésére szolgáló szabad szegélyekkel megtöltött kertrészt fogta körül.
- A kert síknak tekinthető főrészét sövényfal határolta, amelyet a nyugati oldalon a sétányok vonalában kapuként kialakított nyílások törtek át, a keleti oldalon pedig a sövényből kialakított falfülkékben padok álltak. Ezeket a kapukat és falfülkéket homlokzati rajzukkal ábrázolva tüntette fel a térképező mérnök. A kert belső részébe háromnyílású, félkörben hátraugró sövénykapuzat nyílt. A főrészben három pár konyhakerti tábla feküdt egymás mögött, zárt szegélyeikben gyümölcsfák álltak, belső sarkaik félkörösen lekerekítettek voltak, ezáltal a főtengely mentén kör alakú terek sorakoztak egymás mögött. A táblák mögötti kereszttengely és a főtengely metszéspontjában kör alakú díszmedencét helyeztek el, közepéből víz tört fel.
- A kereszttengely mögött fasor zárta le a főrészt, a fasor mögött közel félkör alakban záródott a kert. A félkör alakú területet árkádformára nyírt sövényfal vette körül, amelynek sarkaiban lécrácsos lugasszobák álltak.
- A főrésztől nyugatra elhelyezkedő kertrészt tagolatlan gyepfelülettel fedett területre hálóban ültetett gyümölcsös töltötte ki. Ennek nyugati oldala mentén, közvetlenül a kertfal mellett volt a tekepálya, amelynek északi végében lécrácsos lugaspavilon állt. A gyümölcsöstől északra egy rövid, de széles virágoskert terült el, mögötte pedig üvegház állt. Erről - a kerti létesítmények ezen legfontosabb eleméről - csak annyit lehet tudni, hogy öt öl széles épületének kétszárnyú faajtaja volt, és négy darab, kör alakú ablak is tartozott hozzá.
- Az üvegháztól északra és a kastély nyugati homlokzata mellett elhelyezkedő kertet rácsos kerítés választotta el a kert többi részétől, mely kamarakertet egy labirintus töltötte ki, amelyet a kastély egyik oldalbejáratán keresztül közelíthettek meg.
- A főrésztől keletre a túlsó oldalival megegyező gyümölcsös helyezkedett el, de belső terében több más elem is helyet foglalt. Déli végében egy csatornagyűrűvel körülvett kör alakú gyepfelület szakította meg a fás terület egységét, amelynek déli végéből csatorna vezette ki a vizet a folyóig, emellett a kert főrészére tekintő, két helyiségből álló kis pavilon áll. A gyepkörtől északra egy négyzet alaprajzú medence feküdt, amelyből a gyümölcsös hossztengelyében húzódó csatorna hozta a vizet a gyümölcsöstől északra fekvő másik, ugyancsak négyzet alaprajzú, teknősbékás tóként használt medencétől. E második medence oldaláig csatorna vezeti a vizet a kastély-együttes szigetét keletről határoló folyóágból.

A kert növényzetének felmérését a már említett értékbecslés keretében végezte el Martzinger Tamás szendrői kertész. A kastély melletti kert növényei között első helyen a legértékesebbeket, az idős citromfákat sorolja fel. Ebből húsz példány volt az edelényi kertben és bátran megkockáztatható, hogy a citromok közé sorolták az összes citrusfélét is. A másodsorban felsorolt, négy- ötéves  példányokból 32 darab, az ennél is fiatalabbakból 25 példány élt az edelényi kertben. Két babérfa és ugyanennyi, egyelőre azonosíthatatlan „Hollandiai Bóxa” is élt Edelényben – feltehetően a babérhoz hasonlóan ez utóbbi is az üvegház növénye volt. A kert többi növénye gyümölcsfa, amelyek között az idős körték és a „Cvergli” nevű almák állnak az első helyen, melyekből 170 darab, ugyanezek fiatalabbjaiból 70 darab állt a kertben. Közönséges körtéből és almából 70, ezek fiatalabb, hat-hétéves példányaiból pedig 180 darabot említ a jegyzék, valamint 70 őszibarackfáról tesz még említést. A jegyzék szerint nem ez volt az egyetlen kert, hanem ennek közelében egy másik is feküdt. Nem tudni e kertek pontos helyét, de az elsőt az üvegház környezetében kell keresnünk, a másikat pedig feltehetően a kert másik oldalán, a halastavak mellett. Ebben a másik kertben jóval kevesebb fa állt, jellemző faja a szilvafa volt, amelyből 127-et említ a jegyzék. Emellett fellehető volt még 30 nagy körte- és almafa, 10 terméketlen fa, és az egyelőre rejtélyes „Arbores merasorum Hispanicorum” 6 egyede. Ez utóbbi lehet elírás is, és ha a középső szót cerasorumnak olvassuk, spanyol cseresznyét jelenthetne, de ez sem ad bővebb magyarázatot a fajtára vonatkozóan. Az első kert kapcsán redélyt („Spaller”), tehát vonalban ültetett gyümölcsfákat említ még a növények összeírása.
A kert tehát alapvetően gyümölcsös volt, közönséges gyümölcsfajokkal, de azoknak nemesített fajtáival is beültetve. A citrusféléket is a gyümölcsöt adó fákhoz sorolták, mivel ezek gazdasági haszna volt feltehetően az elsődleges szempont, és kevésbé a fajtagyűjtés, mint az a gazdagabb üvegházakban szokásos volt.

## Az átalakítások története

### Változások a L'Huillier uradalomban[15]
Miután 1728-ban L’Huillier báró meghalt, egy ideig özvegye, Santa Croce bárónő vezette a birtokot, majd veje gróf Forgách Ferenc Xavér intézte a birtok ügyeit, akivel L’Huillier lánya, Mária Terézia 1720. március 10‑én kötött házassági szerződést. Az ebből a házasságból született L’Huillier-unoka, Forgách Ludmilla első férje az 1728‑ban született gróf Dessewffy Ferenc volt, aki ifjú korában, 1757. november 22-én elesett a boroszlói ütközetben. A fiatalon özvegyen maradt Forgách Ludmillát az Esterházy család zólyomi ágából származó Esterházy István vette feleségül. Az újabb házasság kötésekor ugyan még élt Forgách Ferenc – csak 1764. június 5-én halt meg –, de az irányítást már 1761-ben Esterházy vette át.
Esterházy István felbukkanásáig eltelt három évtizedből a kastély együttesének sorsáról csak szórványos adatok maradtak fenn. Annyi bizonyos, hogy az edelényi együtteshez már nem tettek hozzá sokat, de az a néhány új épület az özvegy nevéhez kötődik, aki a kocsmát, a majort és a csűrt építtette. Esterházy a birtokkal kapcsolatos tevékenységét hamarosan teljes állapotfelvétellel kezdte - ennek köszönhető az 1763-as uradalmi felmérés. A birtokot feltérképeztette, felmérette és felbecsültette annak épületeit és minden ingatlan vagyonát. Az épületek felmérésénél a különböző mesterek és kézművesek összesítették a felhalmozott munka mennyiségét és értékét – ezen minden részletre kiterjedő összeírás alapján először nyílik lehetőség arra, hogy képet kapjunk a kastély és az uradalom korabeli állapotáról. A birtok irányítását ezután 1787-ben bekövetkezett haláláig ő végezte, mindenben a birtok még kiskorú tulajdonosának, Dessewffy Ferencnek érdekeit képviselve. Felesége jóval túlélve őt 1795-ben hunyt el.
Esterházy István felmérései után jelentős változások történtek a kastély állapotában, melyek közül is a legjelentősebb az emeleti reprezentatív helyiségsort díszítő falképek elkészíttetése volt. Bizonyított, hogy a stukkó díszek a felmérés idejében már megvoltak, a freskók azonban csak ez után készülhettek el, hiszen a minden részletre kiterjedő felmérés – mely az utolsó zsindelyszegig felsorolja a talált, illetve az eljáró szakemberek által szükségesnek tartott mennyiségeket – sehol nem tesz utalást létezésükre. Ennek ellenére a kastély hírneve legalább annyira köszönhető Európa-szerte egyedülállónak tartott falképeinek, mint magának a meglehetősen egyedi épületkialakításnak.

### A Coburg időszak[15]

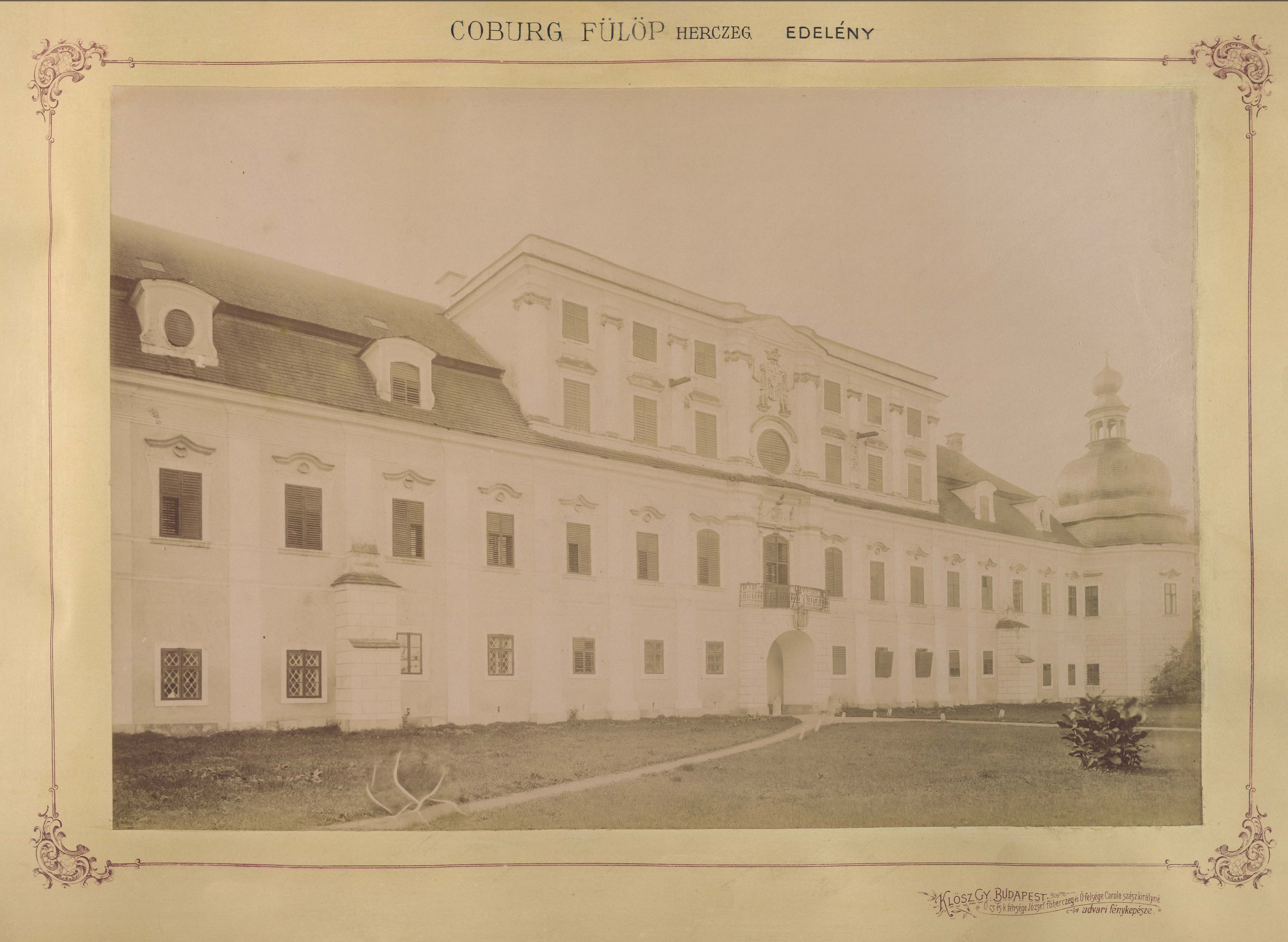
Az épület képe 1895-ben

Dessewffy Ferenc 1820. február 14-én utód nélkül halt meg, így nem vitte tovább a családi ágat. Halálával – utóda nem lévén – az uradalom a kincstárra szállt. A kincstár a tulajdonába került javakról még 1820-ban és a következő évben szintén részletes összeírást készített. A különböző mesterek által készített becslések szakmánként kitértek az épületek építőanyagára és arra is költségbecslést készítettek, hogy mennyi haszon származna azok lebontásából. A felmérésből állapítható meg, hogy ekkorra már a környező újabb építmények a kastély íves szárnyépületekkel kialakított szimmetrikus egységét teljesen felborították.
A kincstár kezébe került birtokot Szász-Coburg-Gothai családból származó Ferdinánd György herceg vette meg azzal a szándékkal, hogy itt alakíthassa ki ipari üzemeinek központját. A herceg 1816-ban vette feleségül Koháry Mária Antóniát, akinek apja, Koháry Ferenc József kezében összpontosult a teljes Koháry-vagyon, továbbá jelentős hivatalok viselője, pályájának csúcsán az ország főkancellárja volt, emellett aranygyapjas lovag. Lányának esküvője előtti évben nyerte el a hercegi rangot önmaga és utódai számára, egyetlen gyermekét és örökösét így hercegnőként vezethette oltárhoz az uralkodói sarj, Ferdinánd szász-coburg-gothai herceg. Koháry Ferenc József 1826. június 27-én bekövetkezett halálával a teljes Koháry-vagyon vejére szállt, aki a következő évben nyerte el a birtokokba való beiktatásához elengedhetetlen honfiúsítást, ezután vásárolta meg a cserépi uradalmat és ezzel együtt az edelényi kastélyt is.
A birtok megszerzése után az új tulajdonosok fejlesztésbe fogtak, hogy a birtok gazdasági hozamát növeljék. Ez 1836-ban a cukorgyár telepítésével kezdődött, majd egy a korábbinál nagyobb teljesítményű ötkerekű vízimalom megépítése következett, amelyhez külön malomcsatornát is ástak. A legjelentősebb változás a Bódva szabályozása, amely egészen átalakította a kastélyszigetnek az azt körülölelő folyóhoz való viszonyát. A Bódva két ágra oszlott és a korábbinál jóval nagyobb szigetet ölelt körül. A már említett malomcsatorna ága hangsúlyosabbá vált, és a kastélytól nyugatra fekvő főággal közel egyenrangú vízfolyásként jelent meg, az egykori keleti folyóág szerepét teljesen átvéve. A kastély szigetének keleti partját alkotó ág teljesen kiszáradt, csak egy kisebb, vízzel teli árok maradt.
Az így mintegy háromszorosára növelt területű szigeten a kor igényeinek megfelelő rezidenciához illeszkedő angolkert kialakításába kezdtek. A kert délkeleti sarkában már korábban is létező, de a folyó túlpartján fekvő kertrészletet szigetként alakították ki, mivel medret ástak a földdarab túlsó oldalán is. A sziget többi részén továbbra sem építkeztek, hanem rétként illetve piactérként használták. A kertet megszabadították minden geometrikus kötöttségétől és az összes kerti építmény is lebontásra ítéltetett. Az új kert kitöltötte a kastély teljes szigetét, sőt dél felé még a Bódván túl is terjeszkedett, a kert délnyugati sarkában fekvő, később kialakított és mára újra eltűnt kis szigetet is magában foglalta. Ekkor épült meg az eredeti szimmetriatengelyben az a településre vezető híd, amely ma is látható. Emellett a nyugati oldalon egy másik híd is összekötötte a szigetet a településsel.
A kastély földszinti helyiségeinek egy részét 1861-ben járásbíróság céljára bérbe adták, majd az új használó számára szükségtelen és ezáltal rohamos pusztulásnak indult épületeket, úgy mint a majorság épületeit, illetve az északi homlokzat előtti íves épületszárnyakat elbontották. A két torony akkor kapta a zsindelyfedés helyett a vörösréz takarását, amikor a XIX. század végén a keleti torony leégett.
A kastélyépület állapotának fokozódó romlását tapasztalva a Coburg család 1910‑ben a kastély képét jelentősen meghatározó átalakításba, bővítésbe kezdett Ray Rezső tervei alapján. Ennek emlékét őrzi a keleti szárny déli homlokzatán lévő alábbi felirat (dőlt betűkkel a 'fordítás'): 
| MCMX | 1910                       |
| KFGH | Koburg Fülöp gothai herceg |
| R    | restauráltatta             |

A középrészre neobarokk stílusú manzárdtető került, ami ha lehet, még hangsúlyosabbá és reprezentatívabbá tette a kastély megjelenését. Az attika kőrácsos mellvédje helyére neobarokk kővázák kerültek. A lebontott íves épületszárnyak alapfalainak felhasználásával az eredetihez hasonló íves szárnyak épültek, ezek azonban már csak egyszerű íves vonalú fallal kapcsolódtak a tornyokhoz. Ekkor épült meg a ma is látható díszes kovácsoltvas kapu, amely egyenes vonalvezetésével jelentősen eltér az eredeti kaputól.
A kert átalakítását azonban egyelőre nem tartották szükségesnek. A díszudvar továbbra is a korábbi rendezetlen képét mutatta, a hátsó udvart pedig mindössze egy vesszőfonatos kerítés választotta el a kert többi részétől.

### Világháborúk és államosítás

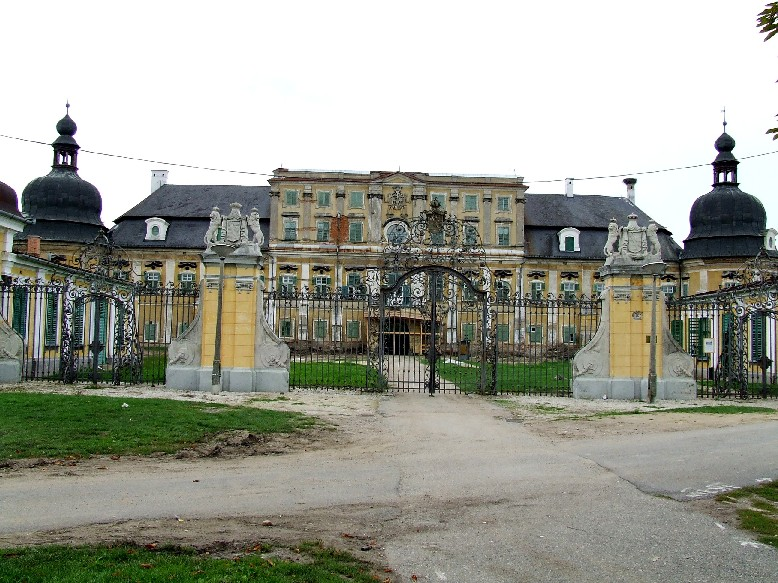
Sokáig hányattatott volt az épület sorsa, ami miatt állaga leromlott

Az első világháború megakasztotta a kastély fejlődését, sőt a saroktornyok vörösréz fedőanyagát hadi célokra eltávolították, helyére bádogfedés került. 1921-től a Bódvavölgyi Bányatársaság is a kastély bérlője lett, mely újabb romboló átalakításokat végzett. A kastély kápolnáját födémmel kettéosztották és helyén lakásokat alakítottak ki. A lépcsőházat is ekkor alakították át, kő fokokra cserélve az eredeti – a Dvoraczky‑féle felmérés által is igazoltan – tölgyfa anyagú lépcsőfokokat, a karokat szegélyező szintén tölgyfából készült korlátot pedig a földszinti ablakokról leszerelt vasrácsokkal helyettesítették.
A Ferdinánd György herceg által 1831. március 29-én kelt végrendeletében létrehozott Coburg hitbizományt 1851. augusztus 27-én bekövetkezett halála után legidősebb fia, Ferdinánd örökölte volna. Ő azonban minden magyarországi és ausztriai jogáról lemondott, amikor felesége portugál királynő és ő ezáltal királyi hitves lett. A hitbizomány így legidősebb öccsére, Ágostra, majd annak fiára, Fülöpre szállt. Fülöp fiú örökös nélkül halt meg, ezért a vagyon Ágost nevű öccsének ugyancsak Ágost nevű fiától származó unokájára, Fülöp Józsua hercegre szállt. Fülöp Józsua 1901-ben született és a két család vagyona, a Koháry- és a Coburg-hitbizomány húszéves korában, 1921. július 3-án szállt kezére. Fülöp Józsua azonban már csak jelentősen megcsonkított területű hitbizományokat birtokolhatott. A birtokok legnagyobb része ugyanis az első világháború után létrejött Csehszlovákiába esett, ahol azokat államosították. Ő volt a hitbizományok utolsó birtokosa és a Főudvarnagyi Hivatal engedélyével többször kért és kapott engedélyt egyes birtokoknak a hitbizományi kötöttség alóli feloldására és ezáltal jogot az elidegenítésére.
1928-ban a kastély az Igazságügyi Minisztérium tulajdonába került és más államhatalmi szervek felügyelete alá tartozó hivatalok is helyet kaptak itt, köztük a börtön és a rendőrség. Bár a szükséges felújításokat elvégezték Ray Rezső újabb tervei alapján, sajnos a funkcionalitáson kívül semmilyen más szempontot figyelembe nem vevő átalakításokba fogtak, lakásokat, irodákat alakítottak ki, a nyugati szárny csigalépcsőjét lebontották, helyette új lépcsőházat építettek, sőt ugyanezen szárnyban börtönt is kialakítottak.
A második világháború nem okozott sérüléseket az épületegyüttesen, az továbbra is a Minisztérium tulajdonában maradt, azonban az új gazdasági helyzet pénzügyi körülményei nem tették lehetővé egy ekkora építmény folyamatos karbantartását. A kastélyt használó állami intézmények egymás után rontották tovább az épület és a kert állapotát, például az ötvenes években a park helyén sportpályát alakítottak ki - ahogyan egyébként a legtöbb hazai kastély- vagy kúria kertjében tették -, valamint az egyik emeleti freskóval díszített helyiségben mellékhelyiséget létesítettek, de ezen felül több freskót pedig lemeszeltek, vagy megrongáltak.
1963-ban végül Joó Tibor és Pazár Miklósné jóvoltából megszületett a kastély első részletes történeti összefoglalója, mely alapján legalább részben helyre lehetett állítani a korábbi rombolásokat. Gyakorlatilag ettől a felújítástól kezdődően a mai napig megoldatlan probléma az edelényi kastély megfelelő és fenntartható hasznosításának kérdése.

### Hasznosítási próbálkozások
A kastély történetének - időnként már-már bohózatba illő - folytatását innen már könnyűszerrel nyomon követhető az országos és helyi sajtó segítségével, hiszen köszönhetően a második világháborút követő technikai fejlődésnek az újságírás átvehette a korabeli történetírók szerepét azáltal, hogy lehetőségük nyílt első kézből, a mindenkori események helyszínén összegyűjteni az információkat.
Az első ilyen híradás az edelényi kastélyról az Észak Magyarország 1957. július 26-i számában jelent meg:
```
„A műemléki kastély csendes beletörődéssel tűri az idők ostromát. Romlik, egyre romlik, nem bírja a harcot. Tanácsi kezelés alatt áll, ez bizony nem biztosíték a teljes pusztulás ellen (…) honnan is lenne annyi pénze, hogy egy ilyen óriási épületet karbantartson? (…) Szívesen átruháznák a tulajdonjogot bármelyik központi szervre, amelyik ellenszolgáltatásként otthonhoz juttatná a kastélyban székelő irodákat, lakókat. A kastély kórháznak, üdülőnek egyaránt alkalmas. Festői helyen fekszik, negyvenholdas parkját a Boldva öleli körül. Bármelyik minisztérium jól járna vele és az edelényiek szívéről leesne a felelősség terhe. Sajnálják az épületet. Ne hagyjuk pusztulni meglévő értékeinket. Coburg herceg egykori kastélya a nép tulajdonába került – bánjunk vele értéke szerint.”
[
18
]
```

```
„A Borsod-megyei Tanács Tervező Irodája megkezdte az (…) edelényi kastély felújítási terveinek készítését. (…) Az állagmegóvási munkák jövőre kezdődnek meg, míg a kastély legcélszerűbb felhasználásáról később döntenek”
[
19
]
```

A felújítás valóban meg is kezdődik és pénz hiányában lassan halad ugyan, de fokozatosan ismét korabeli pompájához méltó állapotba kerül. 1970 nyarán az Észak-Magyarország már a felújított homlokzatú, visszabontott manzárdtetejű, rendezett kerttel körülvett kastélyról közöl képet. Nem sikerül azonban előbbre lépni a végleges hasznosítás ügyében, az 1963-as cikk után 12 évvel, majd újabb 6 évvel később továbbra is bizonytalan a kastély sorsa.
```
„A műemlékvédelem az egyik legköltségesebb munka. Idő, szakértelem és pénz kell hozzá. Több volt kastélyt hoztunk rendbe, most már csak az kellene, hogy ezeknek az épületeknek megtalálják a megfelelő funkcióját. Tárgyalások folynak az edelényi (…) kastély okos hasznosításáról, de eddig még mindig nincsenek végleges megállapodások. Szinte érthetetlen, hogy egy ilyen hatalmas épület, mint az edelényi kastély nem talál megfelelő gazdára. A kezdeményezésekhez merész ötletekre lenne szükség.”
[
20
]
```

```
„Hiába tűzték ki – képletesen szólva – a kastélyra az eladó táblát. A nagy szálloda- és vendéglátó-ipari vállalatok szívesebben veszik meg a kisebb és lakatlan kastélyokat (…) Edelényre nincs vevő! Egy országos felmérés szerint 35 üresen álló és 37 rosszul hasznosított olyan kastélyunk van, amelyek értékes műemlékek is egyúttal. Edelény egy a harminchétből, de talán megkockáztathatjuk, hogy az első a harminchétből. (…) Edelény sorsáról tehát sürgősen és megnyugtatóan végre dönteni kellene, hogy akár idegenforgalmi központként, akár múzeumként, vagy szállodaként (…) szolgáljon.”
[
21
]
```

Az Országos Műemléki Felügyelőség végül – az első segélykiáltás után csaknem 30 évvel – pályázatot írt ki a kastély hasznosítására. Három nagy építész tervező vállalat nyújtotta be javaslatát elbírálásra.
```
„A 255 esztendős edelényi Koburg kastélynak ütött a huszonnegyedik órája. Az Országos Műemléki Felügyelőség – a megyei tanáccsal összefogva – intézkedett a megmentéséért. (…) Rekonstrukciós terveinek elkészítésére az Északterv munkatársai kaptak megbízást. Pirityi Attila és Farkas Pál építész tervezők a közelmúltban készültek el e nagy jelentőségű munkával. Évekre ütemezték a teljes felújítást. (…) A kérdések kérdése azonban egyelőre az: kié legyen majdan a helyreállított Koburg kastély? (…) A javaslatok között olyan alternatíva is szerepel, hogy külföldi vállalkozóknak ajánlják fel hasznosításra.”
[
22
]
```

```
„Lapunk már számtalanszor foglalkozott az edelényi kastély sorsával. Tudjuk, készültek tervek, született elképzelés megmentésére és hasznosítására. A tervek azonban csak tervek maradtak. (…) Szó volt arról, hogy külföldi tőkét is bevonnak a megmentésébe, az utóbbi időben pedig azt remélték, hogy a BVK lesz a tulajdonos és fenntartó, jelenleg azonban ismét holtpontra jutottak a tárgyalások. Nem csoda, hiszen csak a felújításhoz tíz-százmilliók kellenének, de az épület üzemeltetése se lenne olcsó mulatság.”
[
23
]
```

A küszöbön álló rendszerváltás hatására ettől az időponttól kezdve a lehetőségre felfigyelt befektetők adták egymás kezébe a kilincset. De egytől egyig dolgavégezetlenül kényszerültek távozni – a legváltozatosabb okok miatt.
```
„A kastély felújítása (…) soha nem a jó szándék, hanem mindig a pénz hiánya miatt maradt el. Most azonban ismét megcsillant a remény. A Coburgok egykori fészkének ügyeit várhatóan egy vegyes vállalat veszi kézbe, amely nem csak rendbe tenné az épületet, hanem szállodát, konferenciatermet, éttermet alakítana ki benne. Nem jótéteményről, adakozásról van tehát szó. Vállalkozásról, amely tőkét invesztálna az építkezésbe, s amely később nyereséget vár a felújított műemlék működtetésétől. A szükséges tőke egy részét külföldi partner – jelen esetben svéd vállalkozók állják. A fennmaradó részt hitelből teremtenék elő.”
[
24
]
```

```
„A svéd szakemberek évtizedekre terveznek és úgy képzelik, hogy a befektetett tőke megtérül. (…) Aztán teltek-múltak a hónapok, a tárgyalások megrekedtek. Miért? Edelény város vezetői legnagyobb meglepetésükre megtudták, hogy a svéd üzletemberek Magyarországon akarnak bankhitelt felvenni nem létező tőkéjükre. (…) Eskilsson úrék megsértődtek: Svédországban nem szokás érdeklődni sem a fizetés, sem az anyagi helyzet felől.”
[
25
]
```

A svédek elálltak befektetési szándékuktól, de alig egy év elmúltával újabb befektető jelentkezett.
```
„Június második hetében kért tőlünk egy angol cég egy hónapos opciót a kastély hasznosításával kapcsolatban. (…) Két változatot tud elképzelni a telex alapján az angol vállalkozó. Az egyik az, hogy eladjuk neki a kastélyt és ő hasznosítja, a másik pedig, hogy közös vállalkozásban, a városi tanács a kastély értékével száll be ebbe a vállalkozásba. (…) A korábbi svéd tárgyalásoknak annyi eredménye azért volt, hogy nemcsak a magyar, hanem a nemzetközi köztudatban is benne van az edelényi kastély, mint hasznosítási lehetőség.”
[
26
]
```

Végül – a kastély újkori történelmében nem először és nem is utoljára – nem sikerült megegyezésre jutni az angolokkal. Eltelt egy újabb év, mire a kastély ismét felkeltette valakinek az érdeklődését.
```
„Jelen pillanatban két céggel folynak tárgyalások – egy osztrák érdeklődő és egy nyugatnémet befektető csoport kívánja hasznosítani a kastélyt. (…) Az országgyűlés legutóbbi döntése az állami ingatlanokról patthelyzetet okozott a kastély ügyében (…) Most nem tudjuk mi lesz. A korábbi tárgyalásokon elfogadott jogi és gazdasági elvek alapján elkészített tervezetekkel visszajönnek hozzánk, és azt kell mondanunk, hogy uraim, ez már nem így van. Biztos meg fogják kérdezni, hogy akkor két hét múlva mi lesz a helyzet?”
[
27
]
```

```
„Ez év májusában jelent meg az a kormányrendelet, amely a műemlékek sorsáról intézkedett. A rendelet szerint a kiemelkedő jelentőségűek továbbra is állami tulajdonban maradnak (…) melyeket át is adtak a Kincstári Vagyonkezelő Szervezetnek. Ezek közé tartozik például az edelényi Coburg-kastély.”
[
28
]
```

```
„Az ország egyik legnagyobb értékű műkincse, az állami tulajdonú edelényi Coburg kastély az óriási parkkal és a sportpályákkal hasznosításra kész. (…) Egy újabb külföldi partner 4 hónap határidőt adott a tulajdonjog rendezésére, de a pénz és a hasznosítás szándéka megvan. A tőkés szándéka szerint szállodát akar, golf- és más pályákkal. (…) A kastélyszálloda pozitív hatást fejtene ki a környék infrastruktúrájára, munkalehetőség is adódna. Várjuk a döntést.”
[
29
]
```

Miután ez a befektető is kénytelen-kelletlen elállt szándékától, ismét állami kezdeményezés útján próbálták rendezni a kastély reménytelennek látszó sorsát.
```
„A Kincstári Vagyonkezelő Szervezet a L’Huillier-Coburg kastélyt bérbe adná a felújítás, helyreállítás fejében. Ma már szívesen látnák a külföldi befektetőket is a leendő partnerek között, csak a rájuk vonatkozó törvényeknek kell megfelelniük. (…) Február 15-ig kell eljuttatni a pályázatokat a KVSZ-hez, amelyeket öt nappal később nyilvánosan felbontanak, majd ismertetik a leglényegesebb elemeiket. A KVSZ fenntartja magának a jogot, hogy a pályázatot visszavonja, illetve eredménytelennek nyilvánítsa. A nyertes maximum 35 évre szerzi meg a Coburg-kastély használati jogát.”
[
30
]
```

„A hasznosításra kiírt pályázat nem hozott eredményt. (…) A pályázat tehát Szilágyi Adolf edelényi polgármestert igazolta, aki már a kiíráskor is azt mondta: ilyen jelentős, nagy értékű ingatlanra, amelynek a rendbetétele óriási összegeket emésztene fel, nem lehet újsághirdetés útján befektetőt találni, csak célirányos kapcsolatfelvétellel. (…) Csak az a bizonyos, hogy a kincstárnak nincsen pénze a Coburg-kastély felújítására.”
„Bajor vendégek jártak az edelényi kastélyban és érdeklődésük komolynak tekinthető. A német cég képviselői hamarosan újra leülnek a tárgyalóasztalhoz, erre negyven millió márka fedezettel is rendelkeznek. A műemlék épület hasznosításának formái azonban egyelőre tisztázatlanok.”
```
„Jelenleg a Kincstári Vagyonkezelő Szervezet gondoskodik a kastély állagának megóvásáról, éjjel-nappali őrzéséről. Jövőre a kastély homlokzatának felújítását tervezik. Eközben pályázat útján is keresik azt a tőkeerős vállalkozót, aki 50 évre ingyen bérbe vehetné a kastélyt, amennyiben vállalja a nem kevés költséggel járó felújítását.”
[
33
]
```

Ekkor bukkant fel a lehetőségek eddigi legfényesebb reménycsillaga…
```
„Tegnap harmadik ízben járt Edelényben annak a kanadai befektetőcsoportnak a képviselője, aki még 1992-es „körülnéző” látogatása alkalmával szemet vetett a kastély elhanyagolt állapotában is lenyűgöző épületére. (…) Mindössze három feltételük volt: bekapcsolódnának az Internet számítógépes hálózatába, a magyar állam hosszabbítsa meg a koncesszió idejét, valamint hogy kaszinót működtethessenek a szállodává és vendéglátócentrummá alakított kastélyban.”
[
34
]
```

```
„A kanadai Reg Hill már magára vállalta a kastély 1-1,5 milliárd forintra tehető felújítását. Egyelőre azonban nem tisztázott, hogy mindezért hány évre kaphatja meg a hasznosítás jogát és hogy megkapja-e a kaszinóműködtetési engedélyt. Reg Hill úr azonban nem elégedetlen a dolgok menetével. Mint mondja, türelmes, tudja, hogy a folyamaton végig kell menni és mindenek előtt tiszteletben tartja a törvényt. (…) A befektető szerint a golfpályától a szaunán keresztül a színházteremig mindent felölelő szórakoztató komplexumban akár 800 dolgozó foglalkoztatása is elképzelhető. A tervek között szerepel további kastélyok hasznosítása is.”
[
35
]
```

„Garanciát szeretne és ezzel kapcsolatban kedvező választ kapott Reg Hill arra nézve, hogy miután elvégzi az épület felújítását, a kiírandó pályázaton nem más kapja meg a hasznosítás jogát. Emellett még mindig tisztázandó kérdés, hogy hány évre szólhat a megállapodás, és hogy működtetheti-e majd a tervezett kaszinót. (…) Az elképzelések szerint a vagyonkezelés lesz a jogi forma, amelynek keretében biztosítani fogják a hasznosítás lehetőségét. Ez tulajdonosi jogokkal ruházza fel a hasznosítót, eltekintve attól, hogy az ingatlant nem idegenítheti el, zálogjogot nem jegyeztethet be rá és haszonbérletbe azt nem adhatja. (…) Arnót Ádám, a Műemlék-felügyeleti Igazgatóság képviselője elmondta, hogy rendelkezésre állnak a XVIII. századi tervek, de azok most nem lehetnek mérvadóak, az 1985-ben készített felújítási tervek viszont jó kiindulási alapot jelenthetnek.”
Hiába volt Reg Hill türelme csaknem végtelen, hiába lett volna hajlandó kompromisszumot kötni az állammal, a magyar fél vaskalapossága ismét erősebbnek bizonyult.
```
„Reg Hill tegnap egy faxot küldött maga helyett, s az ügy edelényi dajkái joggal tartanak attól: a befektető társaság türelme véges. (…) Hill faxa megerősíti, hogy a társulás 50-60 évre fektetne be, és ennek legalább a felére, azaz minimum 25 évre kérne kaszinó-üzemeltetési engedélyt. Ha ez a magyar törvények értelmében csak ötévenkénti kiváltással lehetséges, azt is elfogadják, de elvi hozzájárulást kérnek arról, hogy a négyszeri meghosszabbítás joga őket illeti meg. (…) Sajnos könnyen lehet, hogy amennyiben nem lesz kellően hosszú lejáratú koncesszió, a társaság dollármilliói nem csak Edelényt, de az országot is messziről elkerülik.”
[
37
]
```

```
„A kaszinóműködtetési engedély körüli gondot az okozza, hogy a jogszabályok szerint csak 10 évre lehet az engedélyt megadni. Igaz, ha a befektető teljesíti kötelezettségeit, az engedély még 5 évre meghosszabbítható, ezután azonban újra kell pályáztatni a működtetést. (…) A kérdésre, hogy mikor lesz előrelépés, mikor lesz újra kastély az edelényi műemlékből, Rull Nándor a Kincstári Vagyoni Igazgatóság csoportvezetője azt válaszolta: Amennyiben olyan befektetőt találunk, aki el tudja fogadni azokat a feltételeket, amelyeket a magyar jogszabályok előírnak.”
[
38
]
```

```
„Nemrég szakmai kiránduláson vettek részt restaurátorok Edelény térségében. A Coburg kastélyt felkeresve azt tapasztalták, hogy a termek értékes freskóinak védelme nem megfelelő. (…) A szakember azt is jelezte, hogy rövid időn belül hozzá kellene látni az edelényi kastély freskóinak a felújításához. A legfőbb akadály persze ez esetben is a pénz hiánya. Egyetlen négyzetméternyi felület restaurálása ugyanis 50 ezer forintba kerül”
[
39
]
```

A kastély eközben újból felkelti a külföld kíváncsiságát…
```
„Egy olasz üzletemberekből álló csoport járt Edelényben (…) Az olaszoknak megtetszett a romló állagú, de még így is impozáns Coburg L’Huillier kastély, amelynek hasznosításában fantáziát láttak. Ezzel kapcsolatban részletes felújítási terveket kértek, amelyet az önkormányzat meg is küldött számukra. Ezek ismeretében az olaszok visszatérnek Edelénybe, és konkrét tárgyalásokba kezdenek az önkormányzattal a hasznosításról.”
[
40
]
```

```
„A tervek szerint az edelényi kastély tulajdonosi jogait gyakorló Kincstári Vagyoni Igazgatóság első ízben írt ki nemzetközi pályázatot a műemlék hasznosítására. (…) A kezdeményezés azonban annyira újszerű, hogy az tulajdonképpen még a külföld számára is ismeretlen. A feladat tehát az, hogy olyan kedvező jogi és pénzügyi konstrukciót dolgozzanak ki, amely a befektetni szándékozók számára vonzó lehet. Az elképzelések szerint az edelényi kastély, mint kiemelten védett műemlék továbbra is állami tulajdonban marad. Miután azonban a korábban csak hazai körben kiírt és sikertelen pályázatok beigazolták, hogy itthoni pénzből nehezen elképzelhető a hasznosítás, külföldi tőkét kell bevonni. A befektető számára, akinek tudnia kell, hogy egy ilyen mértékű beruházás nem térülhet meg gyorsan, az lehet a garancia, hogy a tervezett 99 évre szókló szerződés kvázi tulajdonjogot jelent.”
[
41
]
```

```
„Sajnos a kastélyok műemlékvédelmére soha egyetlen kormány sem adott elég pénzt. (…) Az a baj, hogy még elképzelése sincs senkinek, hogy mire lehetne használni ezeket a kastélyokat. Hiszen ennyi múzeumra nincs szükség. (…) Évtizedek óta problémát jelent a tulajdonviszonyok rendezetlensége. Jó példa erre az edelényi L’Huillier Coburg kastély sorsa. Több külföldi érdeklődő is jelentkezett, többségük azért lépett vissza, mert nem tudtak kivel tárgyalni.”
[
42
]
```

```
„Az elképzelések szerint Magyarország tíz – fehérvárcsurgói, seregélyesi, fóti, dégi, gödöllői, keszthelyi, tiszadobi – kastélya venne rész a kelet-európai kastélyok útja elnevezésű programban, mely a történelmi örökség konzerválása mellett kulturális hasznosítást és turisztikai fejlesztést tűzte ki célul. Ötcsillagos, ötvenszobás, száz férőhelyes szállodákat alakítanának ki, s az épületeket úgy rekonstruálnák, hogy a bennük egykor működött intézmények – zeneterem, serfőzde – ismét üzemelhessenek.”
[
43
]
```

```
„Miután a Széchenyi terv 20-30 milliárd forintot szán a turizmus fejlesztésére és a hazai vállalkozók bevonásával az elmúlt két évben megkezdődött egy kastély-felújítási program, jó esély kínálkozik arra, hogy ismét a régi pompájában mutassa magát az edelényi Coburg kastély. (…) Mivel a kastély felújítása egyben munkahelyteremtéssel is együtt jár, ezért megfontolandó a munkanélküliség kezelésére szánt pénzek felhasználása is: ugyanekkor PHARE-támogatást is igénybe lehet venni e célra.”
[
44
]
```

```
„Miután az edelényi kastély kezelői jogát 2001-ben átvette a Magyar Államkincstártól a Műemlékek Állami Gondnoksága, kisebb léptékekben ugyan, de tavaly már elkezdődött az épület rendbetétele, ami az idén is folytatódik. Az elmúlt időben annyit költöttek állagmegóvásra, hogy a kastély jelenlegi állapota szerint szinte bármilyen nagyobb szabású rendezvényre alkalmas, nem véletlen, hogy a bérbeadását több fórumon is folyamatosan hirdetik. (…) Az igazi, végleges megoldás viszont továbbra is egy magánbefektető lenne, aki fantáziát lát abban, hogy megbirkózzon az épület speciális építészeti adottságaival. (…) A Coburg‑kastély (leszámítva az idegenvezető, a gondnok és őrző kutyája állandó jelenlétét) most is üresen áll. Igaz, a polgármester szerint már nem annyira elhagyatottan. Hogy mikor és ki lehet majd életet a kihalt épületbe, egyelőre nem tudja senki.”
[
45
]
```

## Képgaléria

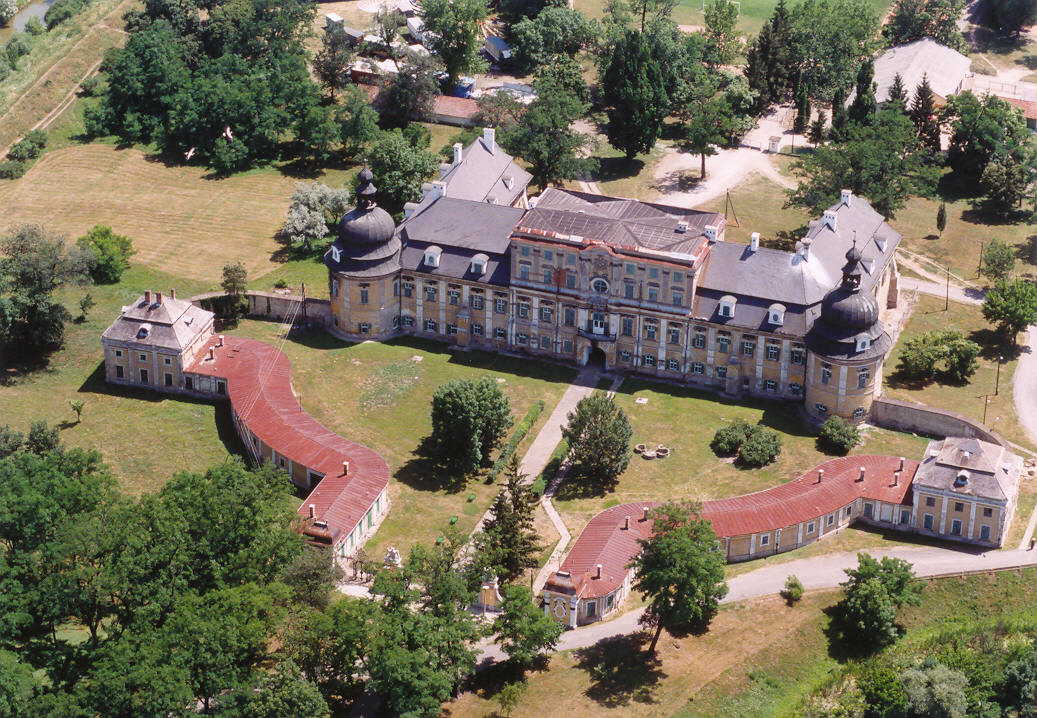
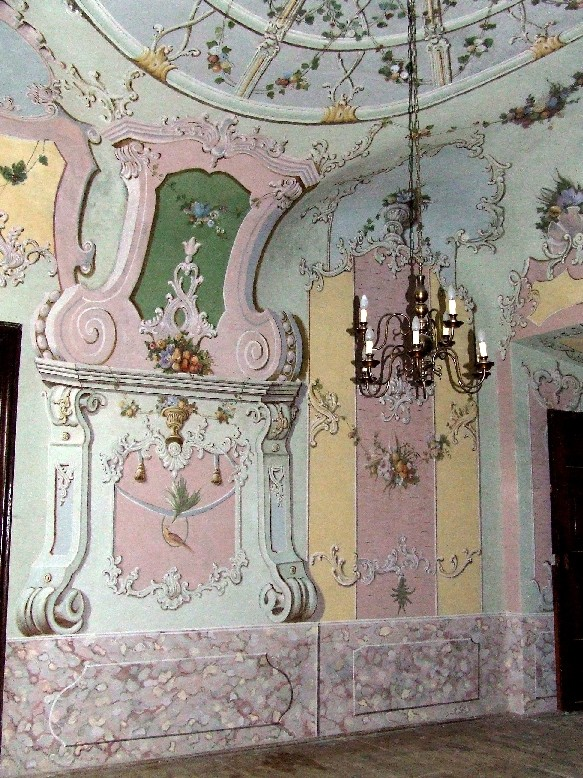
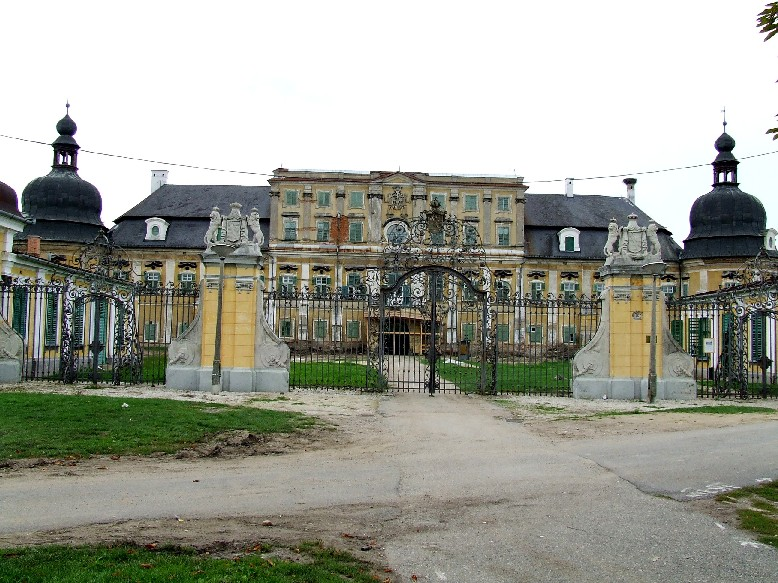

## Légi felvételek

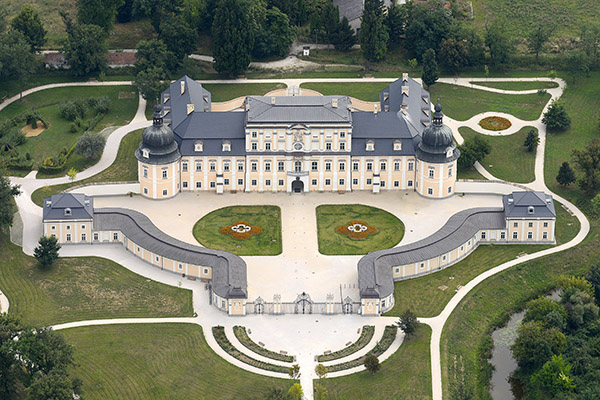
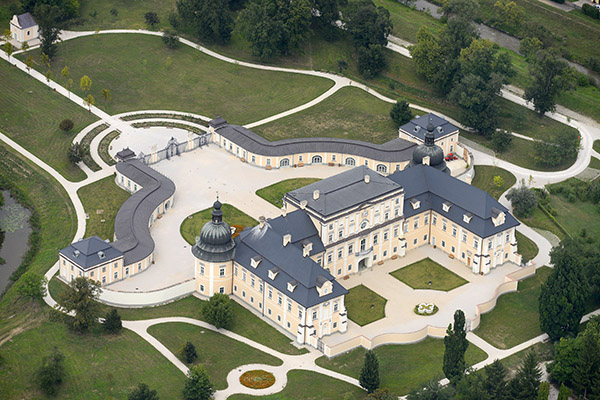
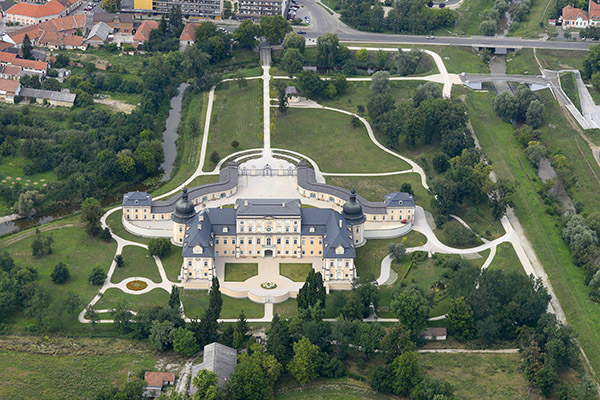
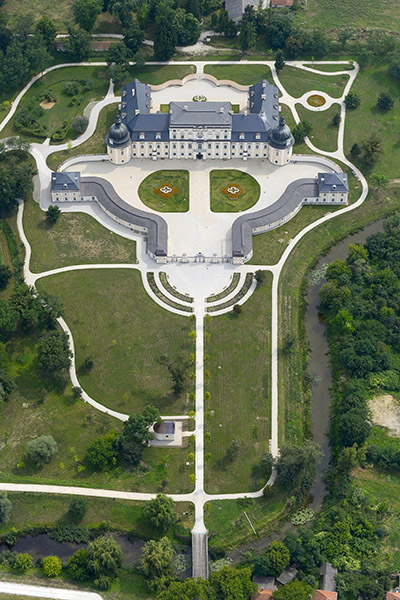
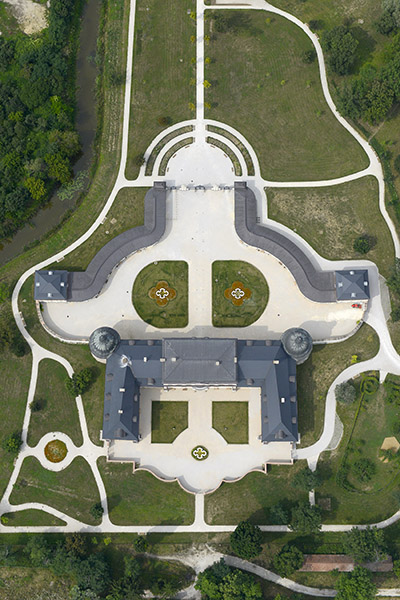
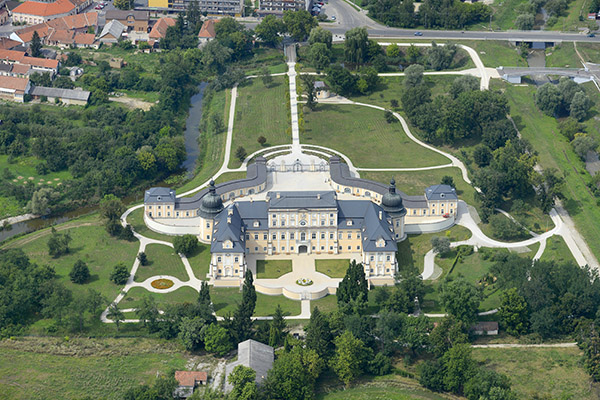

## Videógaléria
- Edelényi Kastélytúra
- Lieb Ferenc, az edelényi festő (filmelőzetes)

## Külső hivatkozások
- Edelényi Kastélysziget
- Múlt-kor: Tóth Áron: Falképes krónika
- Artportal - Barokk művészet Archiválva 2014. március 30-i dátummal a Wayback Machine-ben